# Magyar történelem
Magyar történelem alatt a magyar nép és Magyarország történetét értjük. A Magyar Királyság létrejötte a magyar törzsek Kárpát-medencei honfoglalásához köthető. Ettől kezdve több mint 1000 éven át Magyarország története a Kárpát-medence történetével volt azonos. A magyar államalapítástól egészen 1918-ig a magyar történelem egyben a Magyar Királyság történetét is jelentette, annak valamennyi lakójával együtt. A Magyar Királyság több mint 900 éves történetének legnagyobb részében az egész Kárpát-medencét magában foglalta, ez alól csak a 150 éves török hódoltság kora kivétel.
1918-tól, illetve hivatalosan 1920-tól, a trianoni békeszerződés megkötésétől Magyarország állami területe a Kárpát-medence középső részére korlátozódik. Ettől az időtől kezdve magyar történelem alatt tehát elsősorban a mai Magyarország területének történetét értjük. Emellett a magyar történelem keretébe tartozik az 1920 óta a magyar államhatárokon kívül élő magyar kisebbségek, valamint a más országokban élő magyar emigráció története is.

## A magyar történelem kezdetei
Lásd még: A magyar nép kialakulásának időszaka, Finnugor őshaza, Baskíria, Levédia és az Etelköz cikkeket

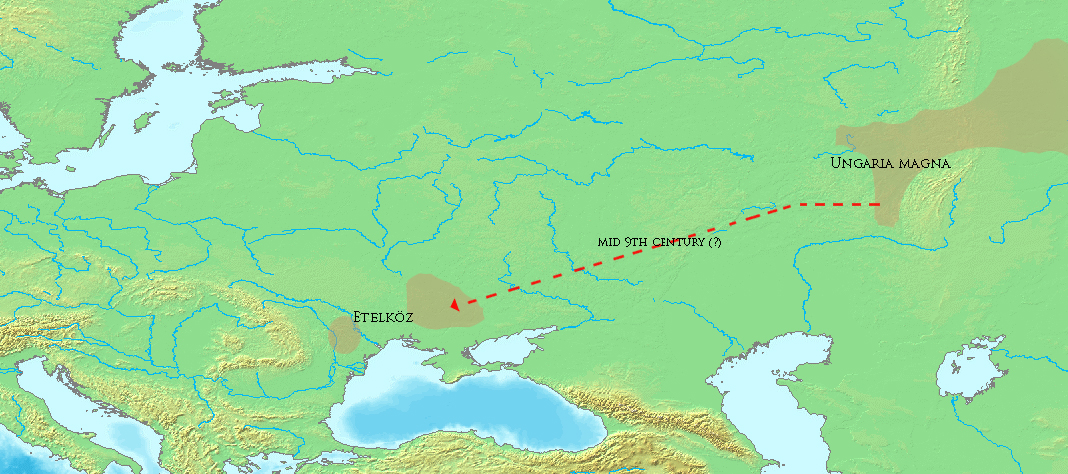
A magyarok vándorlása a honfoglalás kori régészeti leletanyag keleti párhuzamainak elterjedése alapján

A magyar őstörténet alapvető kérdéseiben folyamatos viták jellemzik a tudományt. A vitát, amely döntően a finnugor vagy török származás kérdése körül zajlik, politikai felhangok is színezték. A „finnugor pártiaknál” az Európához tartozás, az „ős-európaiság” hangsúlyozása számít. A török rokonság híveinél a dicső és komoly történeti múlttal rendelkező keleti népekkel való rokonság tudata játszott szerepet. A két ellentétes tábor érvei (bár több elmélet is létezik), természetesen korszakról korszakra változik, a tudományos ismeretek változásának megfelelően.
A finnugor népek őshazája az Urál hegység és az Ob folyó menti erdős, mocsaras vidékére tehető. A nyelvészet tanúsága szerint e népek halász-vadász életmódot folytattak. Ezen ősi korból valók hal, háló, evez, tűz szavaink. Feltehetően dél felől érkező hatásokra elterjedt a csiszolt kőeszközök használata (kb. i. e. 3. évezred). A halászat és a vadászat eredményesebbé vált, nőtt a népességszám. Az erdőlakók egy része nyugat felé húzódott egészen a Skandináv-félszigetig. Ezek a csoportok alkották a későbbiekben a nyelvcsaládunk finnugor részét.
Az Uráltól keletre, az Irtis és a Tobol folyók vidékén maradt ugor népesség déli szomszédaitól átvette a fémmegmunkálás képességét (kb. i. e. 2. évezred). Szintén déli hatásra, jelent meg az állattenyésztés. Az életmódváltásban szerepet játszott az éghajlatváltozás is. A felmelegedés az erdős tájakat ligetes vidékké, erdős sztyeppé alakította. A nyugat-szibériai sztyeppe nomádjaitól az ugorok déli csoportjai fokozatosan átvezették a nomád állattartás módszereit, ami az ugorok szétválásához vezetett (kb. i. e. 1000 - 500 körül). A déli, nomáddá vált ugorságból ekkor kezdődött meg a magyarság kialakulása. Az ugorok másik része északra húzódott az Ob mentén. Miután az időjárás hidegre fordult, ismét a halász-vadász életmódra kényszerült. Utódaik, az egyre fogyatkozó vogulok és osztjákok ma is ezen a vidéken élnek.
Az eurázsiai füves puszták Kínától a Kárpát-medencéig húzódtak. Ezen a „sztyeppei országúton” vonultak állataikat legeltetve i. e. 2. évezred óta a nomád népek. Az ókor végi népvándorlást a hunok idézték elő, i. sz. 370 körül jelentek meg a Volga vidékén, majd rövidesen megérkeztek a Kárpát-medencébe. A hunokat az avarok követték, majd a török népek következtek. A kelet-európai pusztán rövid időre létrejött a Bolgár Birodalom, és ennek szétesése után (670 táján), a kazárok birodalma emelkedett fel. A sztyeppére kikerülő magyarság a török népek szövetségi rendszerébe illeszkedve i. e. 500 körül megkezdte vándorlását a Kárpát-medence irányába. A török környezet anyagi műveltségét átvették, de finnugor nyelvüket nagyrészt megőrizték. A török hatást mutatják a mezőgazdaságra és a törzsi szervezet fejlődésére utaló szavaink (például: ökör, bika, borjú, búza, sarló, szőlő, bor, sereg, bűn stb.). Feltehetően i. sz. 500-ra a nomád népmozgások egyike átsodorta eleinket új szállásterületekre, a Volga és a Káma vidékére. Ezt a területet ma ott élő tatár népről „Baskíriának” nevezik. A magyar törzsek baskíriai jelenlétét a 6 - 7. században a permi nyelvhatás igazolja. Számneveink -nc, -van, -ven, és főnévi igeneveink -ni végződését, valamint kenyér szavunkat az itt élő permiektől vettük át. Írásos emlékek bizonyítják, hogy Baskíriában (amit a források Magna Hungariának (Nagy Magyarországnak vagy Ősi Magyarországnak) is említenek), a 9. században magyar törzsek éltek.
Julianus barát, a IV. Béla király által felkutatásukra küldött szerzetes talált rájuk. Elszakadt testvéreink jelentős részét a tatárok elpusztították. Maradékaik beleolvadtak a baskírok közé. Eleink a feltételezések szerint Baskíriából a Volga és a Don vidékére vándoroltak. Ezt a földet egy bizánci forrás (Bíborbanszületett Konstantin) híradása alapján „Levédiának” nevezzük. Új szálláshelyükön a magyarok a Kazár Birodalommal kerültek szoros kapcsolatba (kb. a 8. században). A kazároktól vették át a kettős fejedelemség intézményét. A törzseket a kultikus-szellemi hatalommal rendelkező kündü vagy kende (nap) és a tényleges hatalmú katonai vezető, a gyula (hold) irányította. A magas szintű földművelést végző kazároktól eleink mezőgazdasági ismereteket is átvettek (például a nehézeke, szőlő- és gyümölcstermesztés).
Őseink a 9. század első felében Levédiától nyugatabbra, Etelközbe (Folyóköz), a Don és a Duna közötti sztyeppékre húzódtak. Elszakadtak a kazároktól, és ekkor csatlakoztak hozzájuk a kabarok (lázadók), akik a nyolcadik törzset szervezték. A kabarok, mint az általában a nomádoknál szokásos volt, segédhadként támadáskor elöl, visszavonuláskor hátul küzdöttek. Etelközben került sor a törzsszövetség megerősítésére, a vérszerződésre, ami jelentősen megnövelte a magyarság erejét.

### Honfoglalás
Lásd még: a Honfoglalás, Kettős honfoglalás és a Pozsonyi csata cikkeket

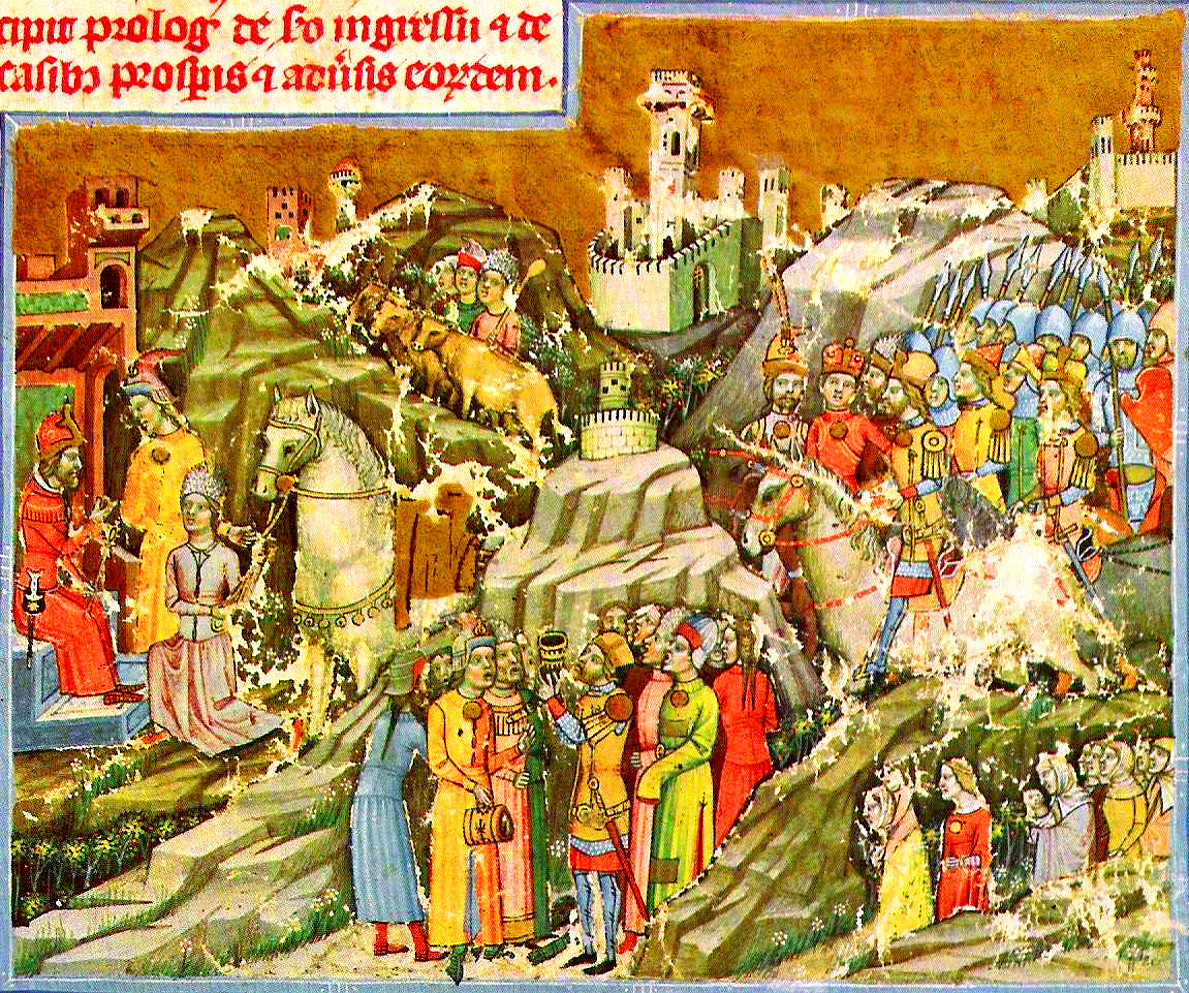
A magyarok bejövetele Pannóniába, miniatúra a Képes krónikából

Őseink zsákmányszerző hadjárataik során megismerték a Kárpát-medencét. A hegyektől védett pusztákat alkalmasnak találták a letelepedésre. Ezért dönthettek úgy, hogy Etelközből ide költöznek a veszedelmes keleti szomszéd, a besenyők elől. A honfoglalás valószínűleg távszerű vállalkozásnak indult. Nem egyszerre kelt útra az egész népesség az állatokkal és minden felszereléssel együtt. 895-ben Árpád vezér vezetésével a magyarok többsége a Vereckei-hágón keresztül benyomult az új haza területére. Ugyanekkor az Al-Dunánál egy kisebb magyar sereg (Árpád fiának a parancsnokságával) a bizánciakkal szövetségben támadta a görög császárságot szorongató bolgár cárt, Simeont. Időközben a besenyők rátörtek az etelközi szállásokon maradt magyarokra. A megtámadottak a Kárpátok hágóin keresztül Erdélybe menekültek. A Kárpát-medencébe betelepülő őseink gyorsan lejutottak az Alföldre, és a Garam–Duna vonaláig megszállták a vidéket. Ezen a területen a bolgárokon kívül nem találkoztak számottevő ellenállással. A következő évekről nem szólnak források, de nyilvánvaló, hogy az új hazába való berendezkedés kötötte le őket. Ezt igazolja, hogy több évig nem indítottak hadjáratot nyugat felé.
898-ban a keleti frank uralkodó magyar hadak segítségét kérte itáliai ellenfele visszaszorítására. A magyarok Észak-Itáliára támadtak, ahol pusztítottak, városokat raboltak ki. Miután kiteleltek ott, hazatértek. Ezt követően először a morvákat verték ki a Kárpát-medencéből, majd a bajorokat támadták, és elfoglalták Pannóniát (Dunántúlt, Dráva–Száva köze, Bécsi-medence), elsöpörték a kis szláv hűbéres fejedelemségeket (900). További harcokat igényelt a megszerzett új haza biztosítása. A bajorok nem nyugodtak bele gazdag tartományuk elvesztésébe. Nagy erőkkel támadtak a Duna vonalán, de Pozsony közelében súlyos vereséget szenvedtek (907). Ezzel a győzelemmel a magyarság megvédte honát, megteremtve a lehetőségeket nemzetünk megmaradására.

### Kalandozások
Lásd még: a Magyar kalandozások cikket

## A középkori Magyar Királyság
Lásd még: A középkori Magyar Királyság története cikket

### Államalapítás

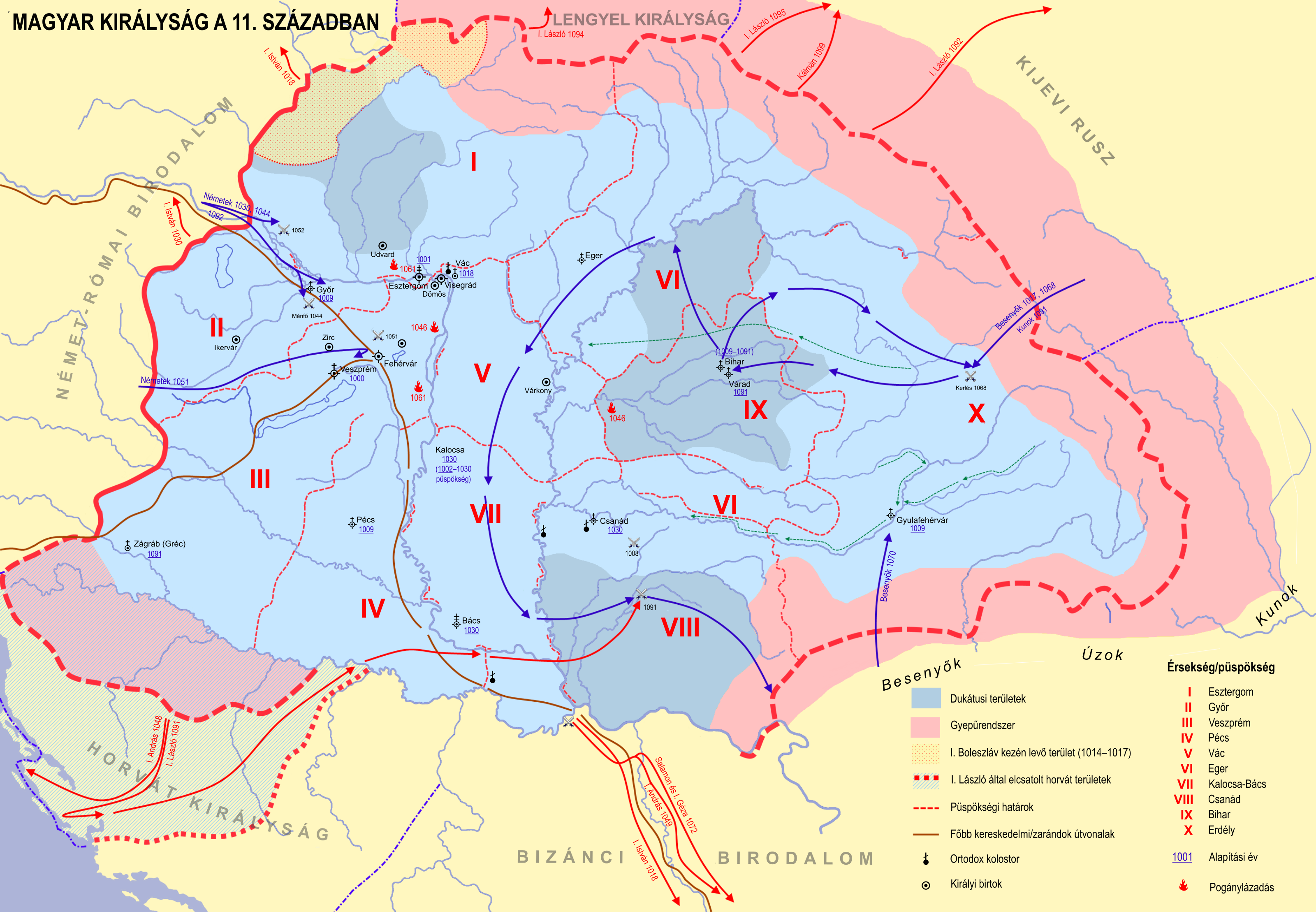
Magyarország a 11. században

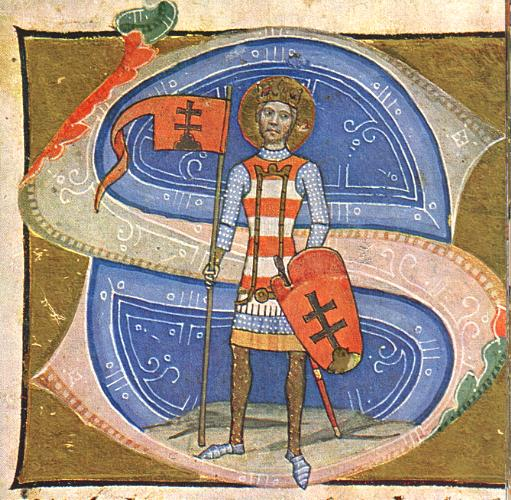
Szent István ábrázolása a Képes Krónikában

A kalandozások lezárultával a magyarság válaszút elé került. Az egyik lehetőség a nomád (hunok, avarok) népekhez hasonló életmód felvétele, vagy a másik lehetőség, a csatlakozás a kialakuló keresztény feudális rendszerű Európához, és egy keresztény Magyar Királyság megszervezése, amely a megmaradást biztosíthatja. A kettős fejedelemség megszűnését követően, a vezetés Árpád és utódainak kezébe került. Árpád utódai a nomád öröklési rend szerint követték egymást, ez azt jelentette, hogy a nemzetség legidősebb férfi tagja örökölte a hatalmat, így került a fejedelmi székbe 972-ben Árpád dédunokája, Géza. Az ő nevéhez fűződik a törzsfők hatalmának fegyveres megtörése, hatalmának megszilárdítása érdekében pedig elvette az erdélyi Gyula lányát, Saroltát, ezzel biztosítva a keleti országrészek támogatását. Géza, látva országa változó külpolitikai helyzetét és a keresztény szomszédok megerősödését, 973-ban követeket küldött I. Ottó német-római császárhoz Quedlinburgba, hittérítőket kérve tőle, és lemondva a Lajtán túli magyar területekről. Az engedmények meghozták a kívánt eredményt, majd fia, a későbbi István számára sikerült megszereznie Szent Adalbert segítségével Gizella bajor hercegnét feleségnek, így rokonságba kerülve a császári uralkodócsaláddal.
Géza 997-ben bekövetkezett halálkor már az Árpádok kezében volt az ország nagy része, azonban a családon belül Istvánnal szemben lépett fel hatalmi igényekkel Koppány, István nagybátyja. A szeniorátus öröklési rend nevében a hatalmat magának követelő, primogenitúra ellen felkelő Koppányt a német lovagok segítségével István sikeresen legyőzte, így megszilárdítva hatalmát. A királyi címért folyamodván II. Szilveszter pápától koronát kapott, amellyel 1000 és 1001 fordulóján meg is koronázták. A koronázás helyszíne ismeretlen, hiszen arról nem maradt fenn írásos emlék. A legvalószínűbb, hogy a két fejedelmi székhely egyikén, Esztergomban vagy Székesfehérvárott történt. Bár az elterjedt közvélekedés Esztergomot fogadja el általánosan, de a történészek mindinkább Fehérvár mellett érvelnek, hiszen ha István Esztergomban koronáztatta volna magát, akkor valószínűleg az utána következő királyok is e helyszínt választották volna felkenésükhöz, de bizonyított, hogy Orseolo Pétertől, István utódjától kezdve Szapolyai Jánosig minden királyt Fehérvárott koronáztak meg. Ezzel Magyarország is felsorakozott a keresztény európai királyságok közösségébe. Hogy az ország egész területe az ellenőrzése alá kerüljön, Erdélyből kiszorította anyai nagybátyját, Gyulát, majd a Temes és a Maros vidékének birtokosát, Ajtony vezért is legyőzte, ezzel pedig a Kárpát-medence egyedüli urává vált. Hatalma az ország kétharmadára kiterjedő földbirtokain nyugodott, amely az új, feudális állam működésének is az alapjai voltak. A következő évtizedekben kiépítette a magyar államszervezetet és megszervezte a magyar katolikus egyházat is, melynek székhelye Esztergom lett, élén pedig az esztergomi érsek állt. A királyság világi központjává Székesfehérvár vált, ahol István megalapította magánegyházát, a Szűz Mária tiszteletére építtetett Nagyboldogasszony-bazilikát. Itt volt a királyi kincstár, a levéltár, itt őrizték a koronázási jelvényeket, itt tartották az országos törvénylátó napokat, a királyi tanácsokat. István Fehérváron nem alapított püspökséget, szándékosan tartotta távol fővárosát az egyháztól. A bazilikát és a tekintélyes prépostságot egyenesen a pápa alá rendelték be.

### Árpád-kor
Lásd még: Árpád-kor

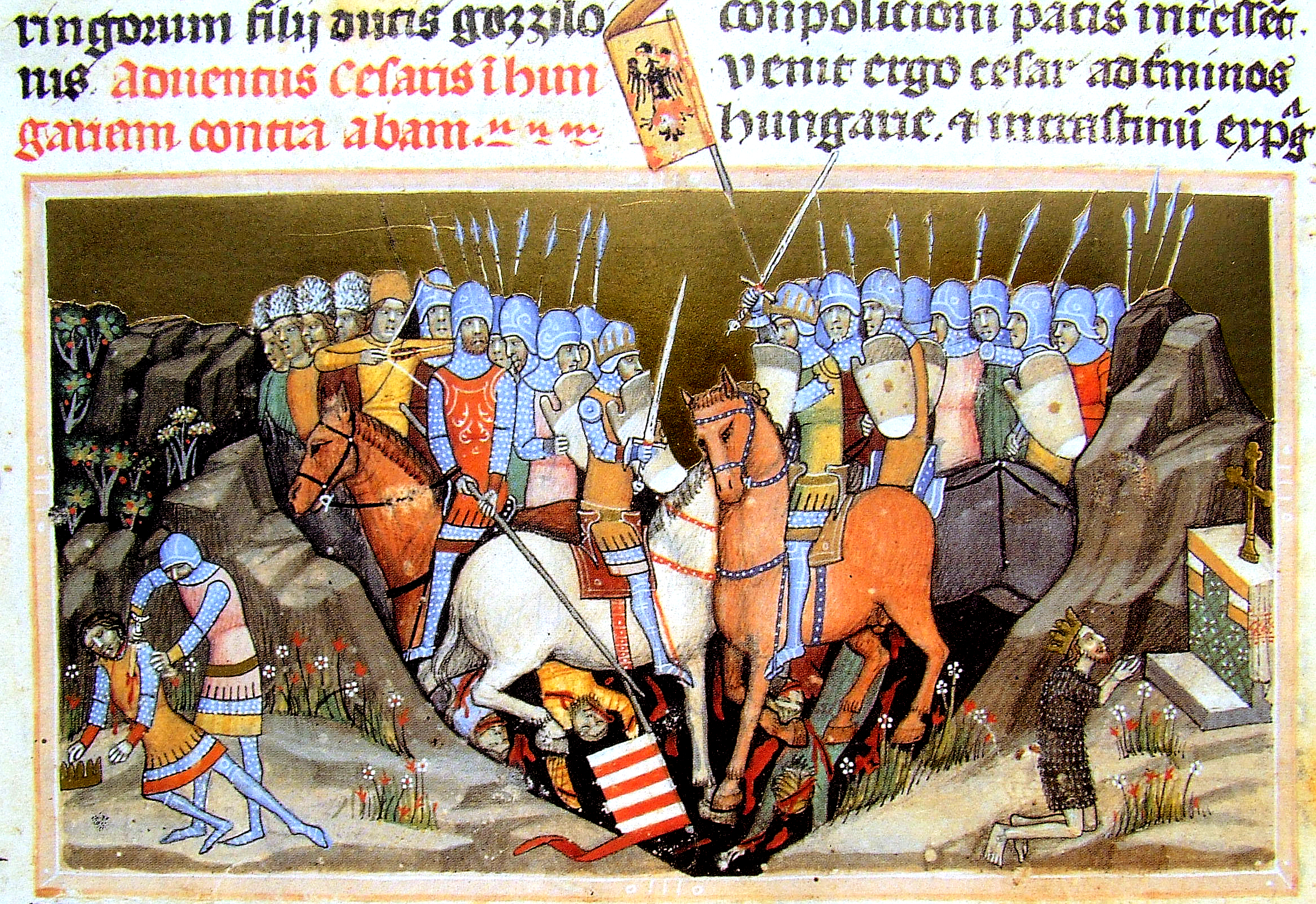
Sámuel király meggyilkolása a ménfői csatában. A Képes krónika miniatúrája

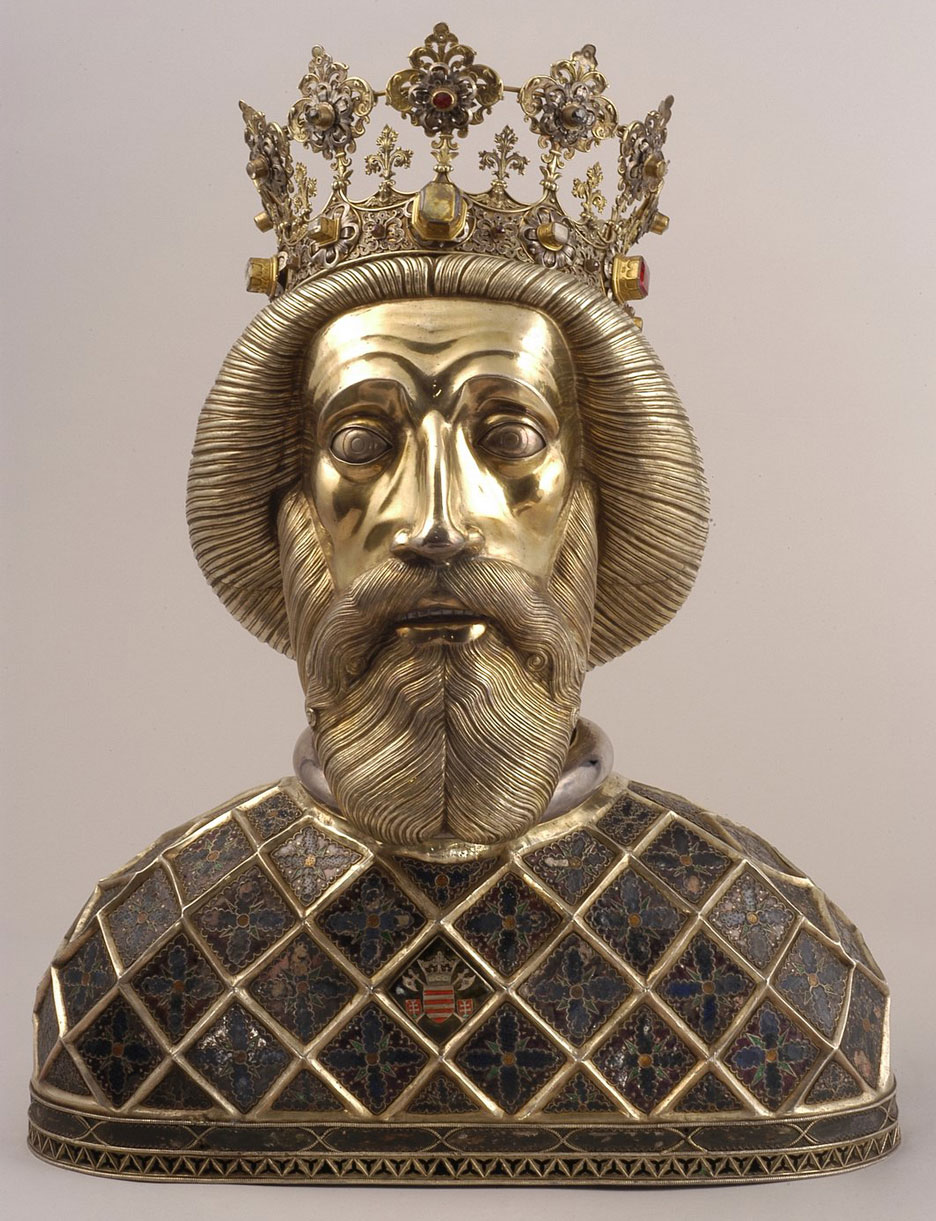
Szent László, a lovagkirály ereklyéit tartalmazó herma a győri bazilikában

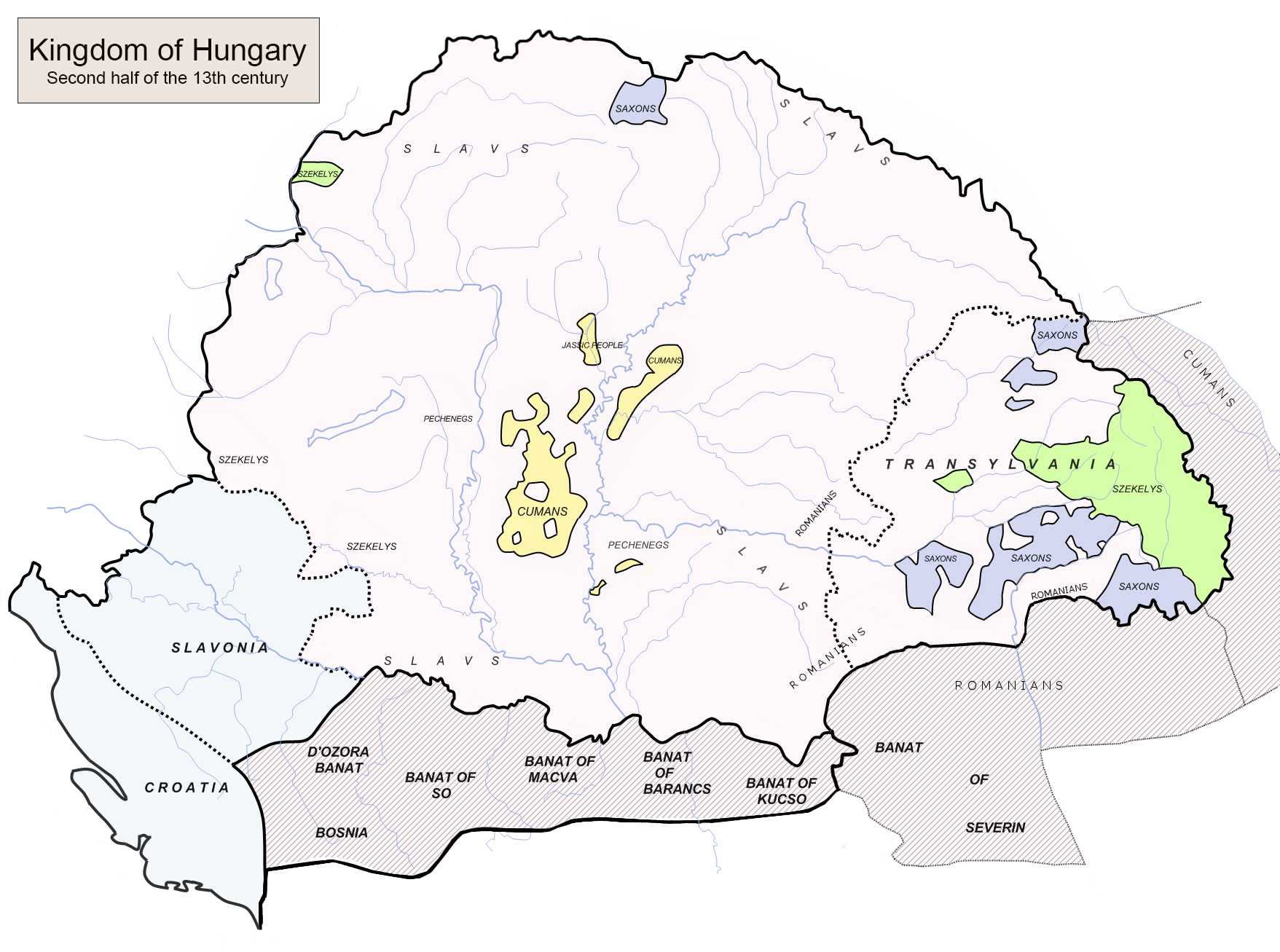
A Magyar Királyság a 13. század végén

Az államalapítást követően István király felismerte, hogy az állam megmaradása érdekében elengedhetetlen a kereszténység megerősítése, ezért a kortárs uralkodókhoz hasonlóan kiépítette az ország egyházi szervezetét, földbirtokokkal biztosította az egyház működésének anyagi alapjait, amelyet a tized tovább erősített. Törvénybe foglalta, hogy minden tíz falu építsen templomot. Kiépítette továbbá a vármegyerendszert, az általa kinevezett ispánnal az élen. István fiának, Imre hercegnek 1031-ben bekövetkezett váratlan halálával előtérbe került a trónutódlás kérdése. István nővére gyermekében, Orseolo Péterben látta biztosítva uralkodásának folyamatosságát. Uralkodóként Péter folytatta is István politikáját, de idegen nemzetiségűekkel vette körül magát, megsértve ezzel az ország vezetőit. A mellőzött előkelők válaszul elűzték az uralkodót, majd István sógorát, Aba Sámuelt tették meg királynak. Péter III. Henrik német-római császár támogatásával visszatért az országba, majd a magyarok egy része az 1044-ben lezajlott ménfői csatában visszaállt az ő oldalára, a vesztes csatát vívó Abát ezt követően pedig elfogták és megölték. A német segítséggel újra hatalomra kerülő Orseoló Péter hűbéri fogadalmat tett a császárnak, amely megaláztatásba a magyarok nem nyugodtak bele, ezért a világi és egyházi előkelők hazahívták Vazulnak, István unokatestvérének két fiát, Andrást és Leventét. A hercegek a pogánysággal átmenetileg együttműködve elfogták Pétert, majd megvakítását követően alkalmatlanná tették az uralkodásra, így András lépett a helyére. A hűbérjogait érvényesíteni akaró császár nagy haddal támadt az országra, rákényszerítve az uralkodót, hogy megossza a trónt a kiváló vitéz öccsével, a később csak a „Bajnok” jelzővel illetett Bélával. Ő a Vértes vidékén legyőzte Henriket, aki békéje zálogául leányát Salamonhoz, a király fiához adta nőül. Bajnok Béla balesetét követően Salamon került a trónra, aki ugyan békét kötött Béla Lengyelországba menekült két fiával, Gézával és Lászlóval, akikkel 1068-ban Kerlésnél még az országra törő besenyőket is legyőzték, ám a későbbi trónviszályt nem tudták elkerülni, amiből pedig Géza került ki győztesen, halálát követően pedig öccse, a későbbi Szent László követett a trónon.
László nem ismerte el sem a római pápa, sem a német-római császár hűbérúri státuszát. Rugalmas külpolitikát folytatva sikerült szövetségre lépnie mindkettővel. Az országban erős jogrendet tartott fenn, szigorította I. István törvényeit, megerősítette az egyház helyzetét, és legyőzte a keleti országrészt pusztító kunokat. A trónharcok után a 11. század végére László végleg megerősítette a keresztény magyar államot, majd 1091-ben elfoglalta Horvátországot. Saját fia nem volt, azonban ő nevelte unokaöccseit, Álmost és Kálmánt. Álmost jelölte ki utódjának, Kálmánt pedig papnak szánta, de halála után Kálmán tudta megszerezni magának a hatalmat. A később csak „Könyves Kálmán”-ként emlegetett uralkodó fokozatosan terjesztette ki fennhatóságát a legtöbb dalmát város fölé, de Dalmácia a későbbiekben hol magyar, hol a Velencei Köztársaság uralma alatt állt. Kálmánt fia, II. István követte a trónon, akit sorozatos külpolitikai kudarcok érték uralkodása alatt.
A 12. századi Árpád-házi királyok, főként Álmos gyermeke, II. (Vak) Béla és III. Béla tovább folytatták elődeik sikeres külpolitikáját, a Balkán-félsziget északi részén terjeszkedve, de a 12. század végén veszi kezdetét a magyar királyok halicsi expanziója. III. Béla 1181-ben elrendelte, hogy minden elé kerülő ügyet foglaljanak írásba – ez volt a magyar hivatalos írásbeliség kezdete, ugyanakkor elrendelte a királyi kancellária felállítását, aminek feladata a központi hatalom okmányainak kezelése lett. Fejlesztette a nyugati, főleg a francia–magyar kapcsolatokat, a francia király nővérét vette feleségül. Országlása alatt keletkezett legrégebbi összefüggő magyar nyelvemlékünk, a Halotti beszéd és könyörgés, továbbá a legrégebbi magyar uralkodói jövedelem-összeírás, s (egyes feltételezek szerint) a legrégebbi magyar történeti mű, a Gesta Hungarorum.
A 13. században a nagybirtokosok rendkívül megerősödtek és a királyi központi hatalom meggyengült. II. András híveit hatalmas birtokadományokkal próbálta meg magához láncolni, emiatt csökkenni kezdtek a királyi uradalmak. Ez a folyamat a királyi hatalom gazdasági alapjait kezdte ki. A főurak mégsem voltak elégedettek, mert úgy érezték, hogy a király feleségével, Merániai Gertrúddal érkezett német urakat előnyben részesítik velük szemben. Így egy csoportjuk összeesküvést szőtt és 1213-ban meggyilkolták a királynét (Bánk bán története). A királyi hatalom gyengülését mutatja, hogy az összeesküvők nagy része büntetlenül úszta meg a lázadást. A királyt egyes főúri csoportok és a 13. században éppen csak formálódó nemesség rákényszerítette az Aranybulla kibocsátására (Székesfehérvár, 1222). Az egyezmény korlátozza a király hatalmát és szentesíti a magyar nemesség előjogait, például a birtokaik adómentességét.
II. András a külpolitikában sikeresebb volt. Vezetésével a magyar sereg keresztes hadjáratot is folytatott a Szentföldön a mohamedánok ellen harcolva.
A belső problémákkal küzdő Magyar Királyságot 1241-ben három mongol sereg rohanta le Batu kán vezetése alatt, majd a következő évben a mongolok kivonultak az ország területéről. A tatárjárás során az ország lakosságának felét legyilkolták vagy rabszolgaként hurcolták el. A megszállás idejét az adriai Trau várában átvészelő, „második honalapító”-nak is nevezett IV. Béla ezt követően rendelte el a kővárak építését az addig szokványos földvárak helyett. Magyarország szinte valamennyi várának alapja ebből a korból való, mint például a középkori budai, visegrádi és a sárospataki vár is. Béla utolsó éveit a fiával, a későbbi V. Istvánnal folytatott küzdelmek sorozata keserítette meg. A trónon apját követő, tízévesen megkoronázott Kun László országát a belső harcok és hatalmaskodások jellemezték. A fiúutód nélkül elhunyt királyt II. András unokája, III. András követte a trónon. A törvényes származását külföldön és belföldön is kétségbe vonták, ám bízva abban, hogy az irányításuk alatt tudhatják, a bárók elfogadták uralkodójuknak. A 13. század végére a királyi cím akkor vált ténylegesen névlegessé, mikorra már a legnagyobb báró, Csák Máté is szembefordult vele. A Magyar Királyság ezt követően a bárók és a tartományurak kezére jutott, András 1301-ben bekövetkezett halálával és az Árpád-ház kihalásával az ország pedig a szétesés szélére sodródott.

### Vegyesházi királyok kora
Bővebben: a Vegyesházi királyok kora cikket

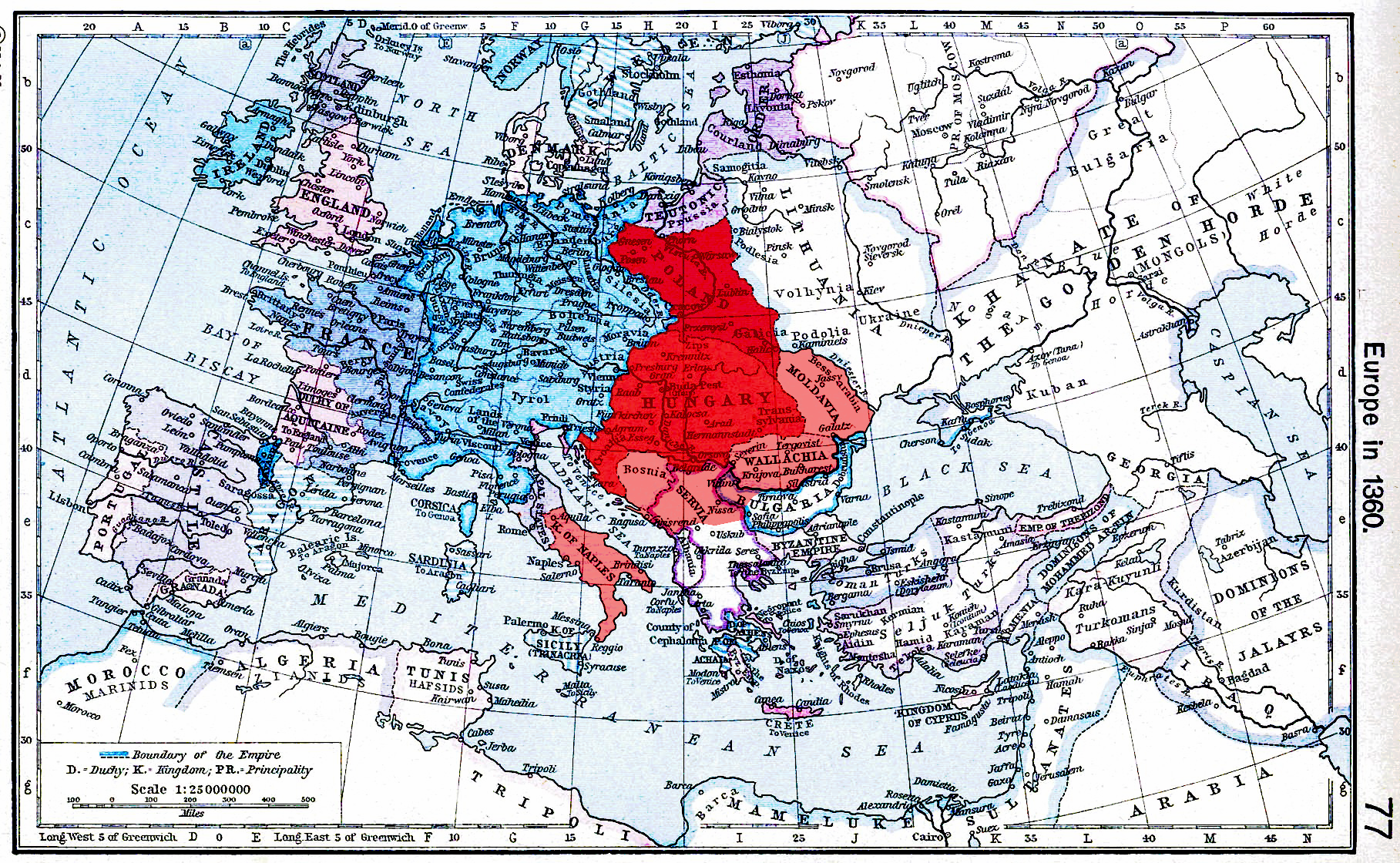
Nagy Lajos királyságai és a magyar érdekszférába tartozó területek pirossal

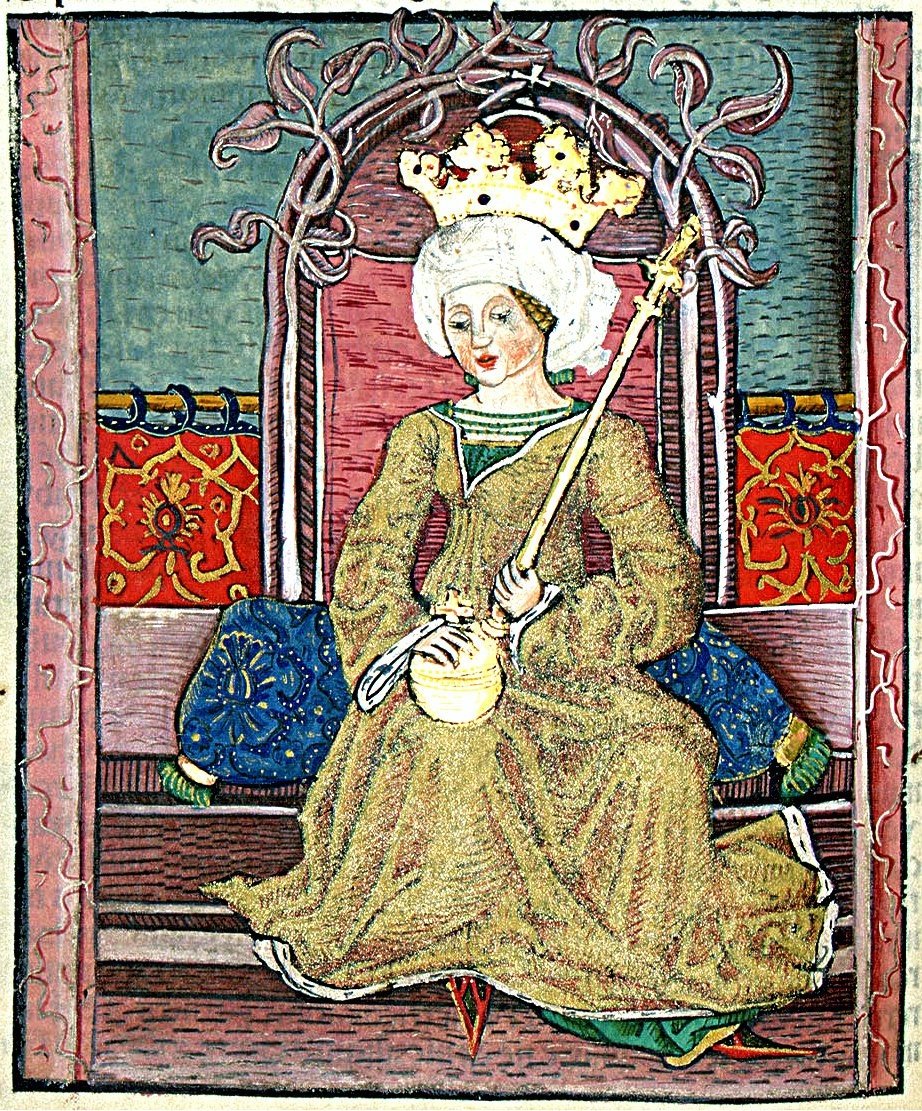
Az apja halála után a Magyar Királyságot öröklő Anjou Mária, az ország első női uralkodója (Thuróczi-krónika)

Az Árpád-ház kihalását követően az ország jogilag egységes maradt, de a hatalom a tartományurak kezébe került, akik sajátjukként kezdték kezelni az általuk birtokolt királyi várakat. III. András halálát követően úgy gondolták, hogy az ő joguk lesz megválasztani az új uralkodót is. A trónért az Árpád-házzal leányágon rokon dinasztiák kezdtek versengeni, a nápolyi Anjouk, a cseh Přemysliek és a bajor Wittelsbachok. A Nápolyi Királyságban székelő Károly Róbert és családja a pápa és ezáltal a magyar főpapság támogatását bírta. A király halála után Károly egyből Esztergomba ment, ahol a választott érsek, Bicskei Gergely egy alkalmi koronával meg is koronázta még 1301 tavaszán, a tartományurak azonban nem ismerték el a nélkülük hozott döntést, ők maguk ugyanis Cseh Vencelt támogatták. Később azonban az 1307-es rákosi gyűlésen mind a papság, mind a nemesség elismerte magyar királynak, majd 1310-ben Székesfehérvárott a Szent Koronával Tamás esztergomi érsek királlyá koronázta. Károly 1312-ben legyőzte az ellene fellépő Abákat a rozgonyi csatában. Külpolitikája alatt jó viszonyra törekedett a Cseh Királyságban lévő Luxemburgiakkal, a Lengyel Királyságban pedig a Łokietek családdal. Az ő nevéhez fűződik az 1335-ben tartott visegrádi királytalálkozó is.
Károly halálát követően fia, Nagy Lajos követte a trónon. A fiatal király apja politikájának köszönhetően hozzá hű bárókra és erős gazdaságra támaszkodva kezdhette meg az uralkodását. Regnálása alatt a középkori Magyar Királyság európai nagyhatalommá vált. Ezt a pozíciót erősítette az 1370-ben létrejött perszonálunió Lengyelországgal, a térség másik fontos államával. Lajos nem véletlenül szolgált rá a „lovagkirály” elnevezésre, míg apja, Károly Róbert csak kényszerből háborúskodott, addig Lajos uralkodását végigkísérték az itáliai, a dalmáciai, a litvániai és a balkáni hadjáratok, amelyekben személyesen is részt vett. A lovagkirály a pápa kérésére gyakran viselt hadat „az igaz hit védelmében” is, hol az ekkor még mindig pogány litvánok, hol az eretnek (bogumil) vagy ortodox keresztény délszlávok ellen.
Lajos halálát követően véres trónharcok kezdődtek, melynek része lett Kis Károly megmérgezésével egy királygyilkosság, és az anyakirálynő, Bosnyák Erzsébet kivégzése is, ám a viszályból végül Lajos egyik lánya, Anjou Mária, majd vőlegénye, Luxemburgi Zsigmond került ki győztesen. Zsigmond nevéhez fűződik az utolsó összeurópai keresztes hadjárat megszervezése (1396), a nagy nyugati egyházszakadás felszámolása (1417), és a huszitizmus elleni harc megkezdése. Bár várospolitikáját, visegrádi és budai építkezéseit, továbbá a végvárrendszer kiépítését kedvezően látja az utókor, Zsigmondhoz fűződik az Oszmán Birodalommal szembeni defenzívába vonulás, illetve Dalmácia, Halics és a déli ütközőállamok végleges elvesztése.

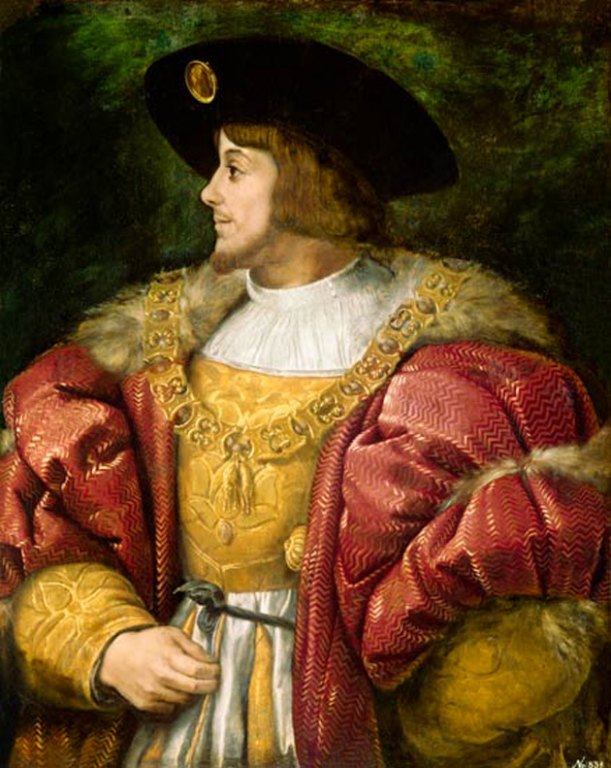
II. Lajos, az egységes Magyar Királyság utolsó királyának 1526-os portréja

1437-ben trónra került az első Habsburg-házi király, Albert, azonban uralkodása korai halála miatt nem tartott sokáig. Hamarosan (hazánk történelmében nem utoljára) kettős királyválasztásra került sor Várnai Ulászló és Utószülött László egyidejű megválasztásával. Az ország kormányzása Hunyadi János kezébe került, aki eredményesen vette fel a harcot az 1440-es évek elején betörő török hadakkal szemben. 1456-ban II. Mehmed Nándorfehérvár ostromába kezdett. Az erős végvárat hétezer katona védte, Szilágyi Mihállyal az élén. Hunyadi a Kapisztrán János vezette keresztény haddal vereséget mért a törökökre, ezzel megakadályozva, hogy az oszmánok betörjenek az országba.
Az ezt követő trónért való harcokból 1458. január 24-én az egyház és a bárók támogatását is élvező Hunyadi Mátyás került ki győztesen, akit az országgyűlés királlyá is választott. Mátyás uralkodása alatt az ország kulturális értelemben is teljesen felzárkózott a nyugati hatalmakhoz, az „Igazságos” jelző mellett gyakran nevezik Corvin Mátyásnak és a reneszánsz uralkodónak is. A királyi udvar reneszánsz fejedelmi központtá alakításában nagy szerepet játszott második felesége, Aragóniai Beatrix, a nápolyi király, I. Ferdinánd lánya. Az ország kincstárának növekedésével párhuzamosan Mátyás növelte a zsoldosai számát is, az 1460-as évektől pedig a legendássá vált fekete seregét is elkezdte megszervezni. 1479-ben az oszmánok nagy erőkkel törtek Erdélyre, akiket Báthori István erdélyi vajda állított meg a kenyérmezei csata során Gyulafehérvár közelében. Mátyás, hogy elkerülje a háborút, 1483-ban öt évre békét kötött a törökökkel, amit 1520-ig a magyar királyok rendre meg is újítottak.
Miután Mátyásnak sem első feleségétől, a cseh Podjebrád Katalintól, sem a nápolyi Beatrixtól nem született gyermeke, így a Jagelló-házból származó Dobzse László követte az uralkodásban, akit a magyar főnemesek nagy része is a trónon akart látni. A királynak a rendek kemény feltételeket szabtak, a tényleges hatalom pedig a királyi tanács kezében volt, akikkel szemben az egyetlen szervezett erő az erdélyi vajda, Szapolyai János mögé felsorakozó nemesség volt. Miután Bakócz Tamás esztergomi érsek egy keresztes hadjárat szervezését kapta feladatául, a nagy számban a pór népből álló had élére Dózsa Györgyöt választotta. Dózsa ugyan megindult dél felé a török ellen, ám útközben a parasztok az uraik ellen fordultak, akiket végül Szapolyai hada vert le Temesvárnál. Dózsát és alvezéreit kivégezték, de a megtorlás nem volt súlyos. A vegyesházi királyok korának utolsó uralkodója a trónon apját követő II. Lajos volt. A rendekkel szembeforduló és osztrák mintára nagy reformokba kezdő fiatal király törekvései megbuktak, ő maga pedig, mindössze húszévesen, életét vesztette a mohácsi vész során.

### „Nemesi nemzet”
Lásd még: a Magyarország népessége és a Magyarok cikkeket
A régi krónikákban megfogalmazott nemesi ideológia szerint a honfoglaló magyarok szabad jogállású leszármazottaiból alakult ki a társadalom uralkodó osztálya, a magyar nemesség, korabeli szóhasználattal a „magyar nemzet”, míg a honfoglalók által legyőzött népek utódaiból lett többnyire a szolgai jogállású osztály, akiket a késő középkortól kezdve jobbágyoknak neveztek. A középkori magyar nemesség létszáma rendkívül magas volt, kb. a lakosság 5-7%-a. Ehhez hasonló arányú nemességgel a történelemben csak Lengyelország rendelkezett, míg más európai országokban csupán 1-2% volt a nemesek számaránya.
A magyar nemesség nem volt vagyonhoz kötve, a magyar nemes szegény paraszti életmódú is lehetett, a különleges kiváltságok, az ezekhez társuló büszke öntudat és az úri cím akkor is megillették. A magyar nemesség előjogait elsőként a Fehérvárott kiadott Aranybulla rögzítette 1222-ben. Az uralkodót a nemesség választotta, és az uralkodó jogtiprása esetén a nemesség nem tartozott neki többé engedelmességgel. A középkor során kialakuló Szent Korona-tan szerint az ország fölött valójában nem is emberi személy uralkodott, hanem maga a Szent Korona.

## Korai újkor (16–18. század)

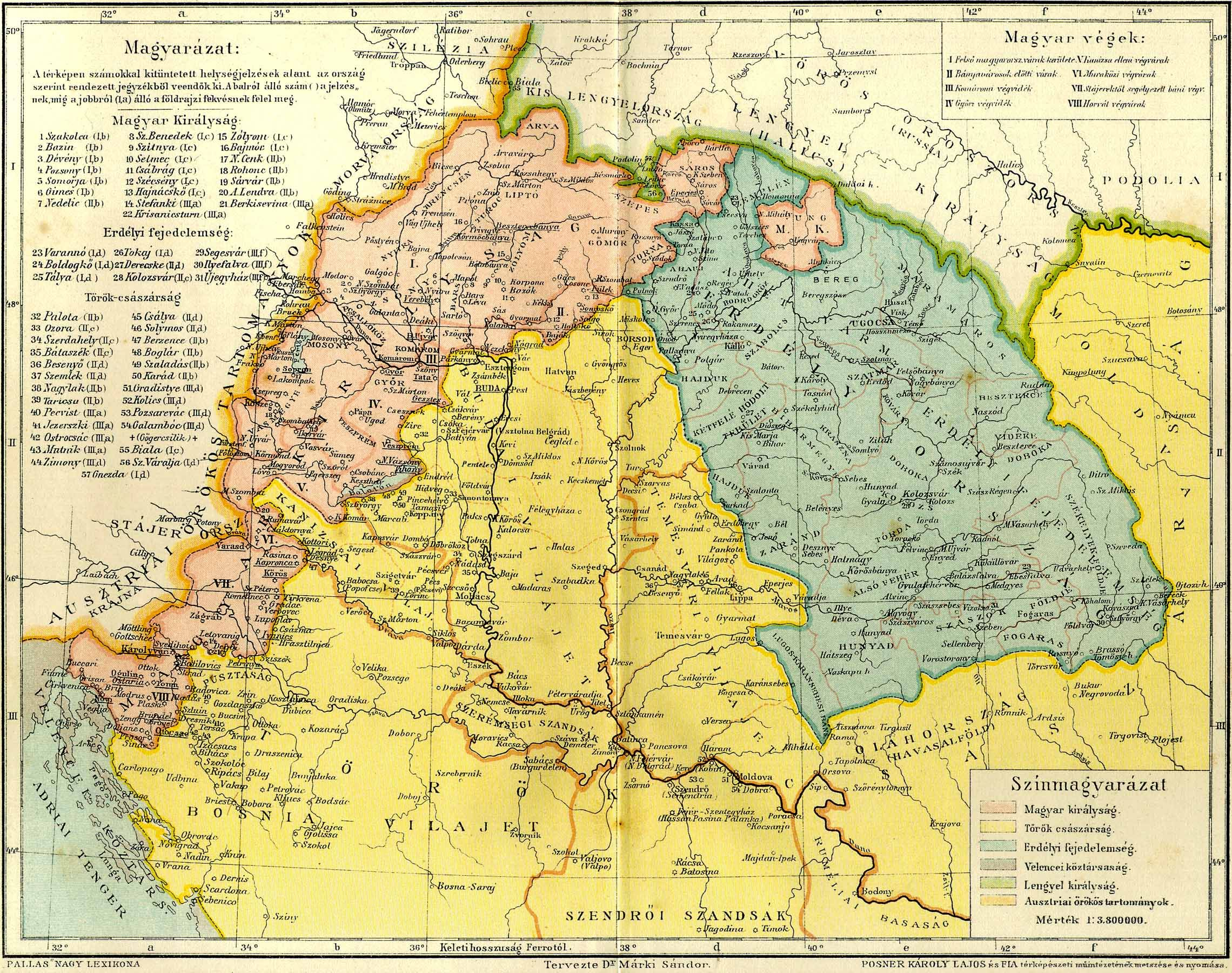
Magyarország 1629-ben

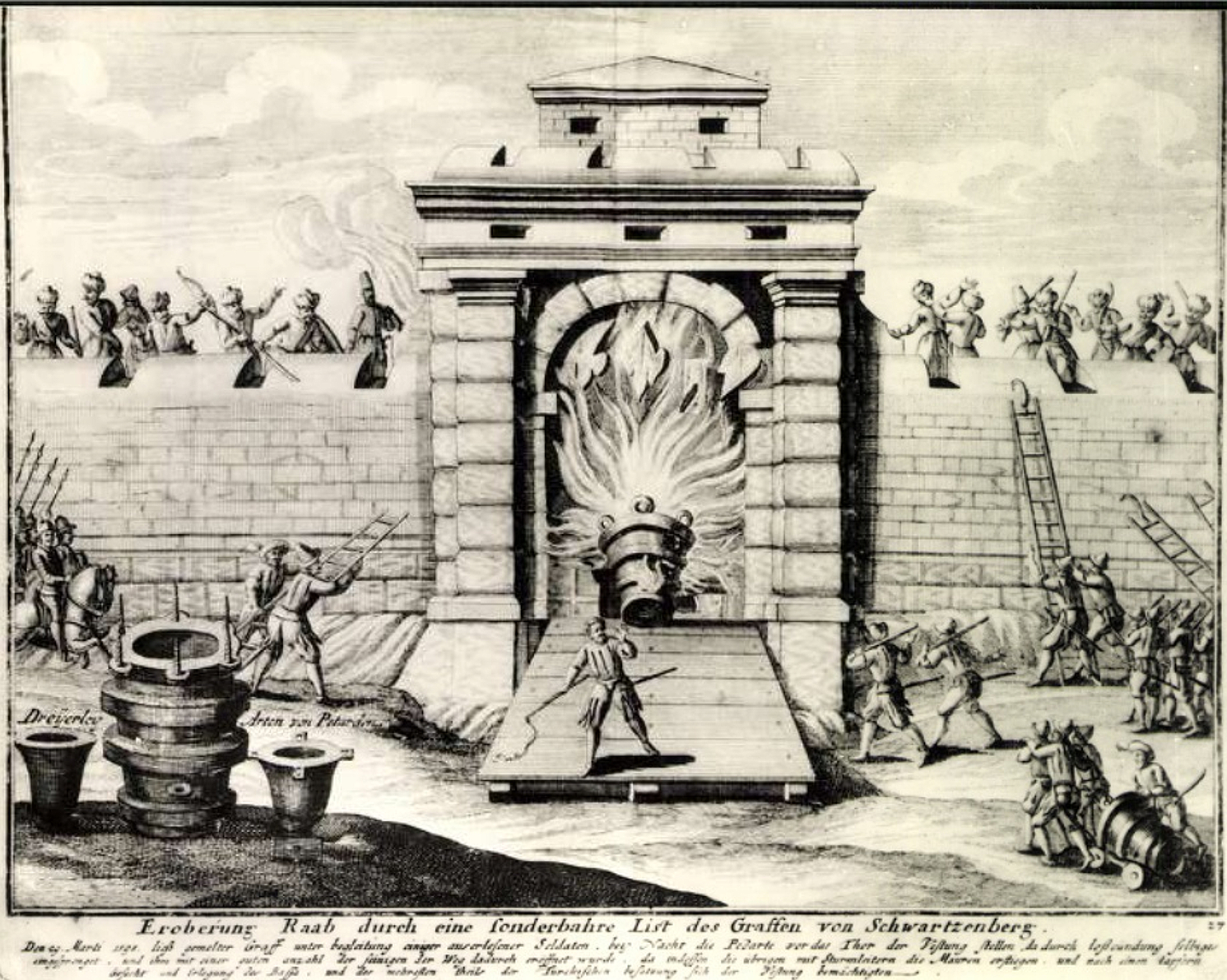
Győr ostroma 1598-ban, a fehérvári kapu berobbantása

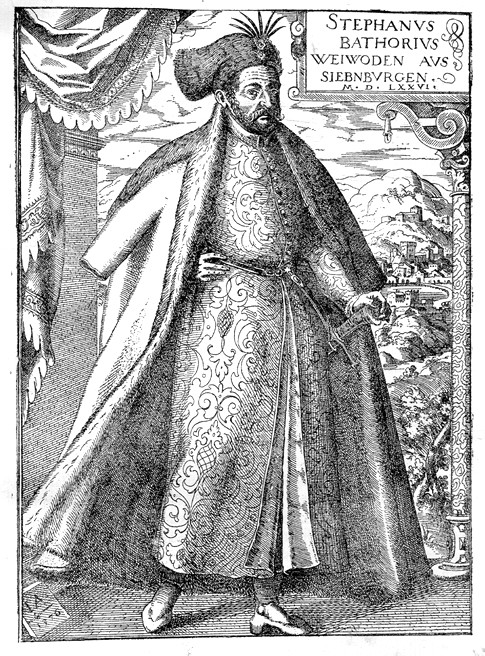
Báthory István kőmetszeten

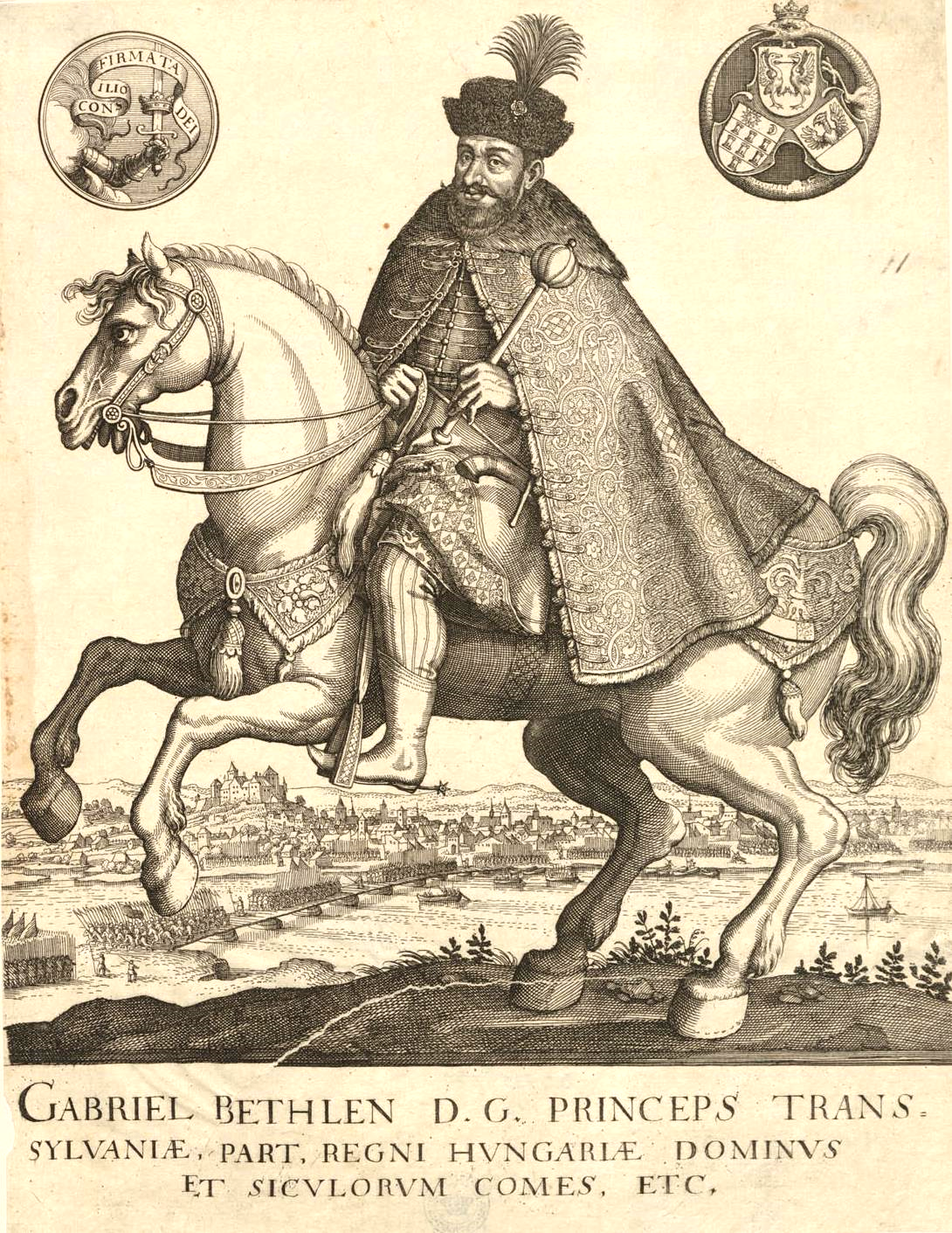
Bethlen Gábor

1526-ban, a mohácsi csatában a törökök legyőzték a magyar sereget, a küzdelemben II. Lajos király és a főméltóságok jelentős része elesett. Ezt követően kettős királyválasztásra került sor: először 1526. novemberében a saját hadsereggel rendelkező Szapolyai János szerezte meg a koronát (az 1505-ös rákosi végzésre hivatkozva). Az ausztriai Habsburg-család a Jagellókkal kötött házassági szerződés értelmében igényt tartott a magyar trónra. Ferdinánd mellett először csak a horvát nemesség és néhány főnemes állt. Miután Buda 1541-ben török kézre került, a Magyar Királyság immár három részre szakadt: a Habsburg-kézen lévő királyi Magyarországra, a török hódoltságra és az önálló fejedelemségre Erdély területén.  Ezt az állapotot rögzítette a drinápolyi béke (1568) is. 1570 végén a speyeri szerződésben II. János magyar király lemondott a királyi címről és beleegyezett abba, hogy csak a fejedelmi címet használja. Ez az állapot több mint másfél évszázadig, a korai újkor legnagyobb része alatt állandósult, ezen a török kiűzésre indított háborúk, mint a magyarlakta térségeket elnéptelenítő tizenöt éves háború sem változtattak. A magyar nemesség a török uralta területekről a királyi Magyarországra, illetve kisebb részben Erdélybe menekült. A török hódoltság alatt maradt magyar jobbágyok az Oszmán Birodalom alattvalói, a budai pasa (vagy basa) és a földbirtokos, katonáskodó török urak (bégek) adófizetői lettek.

### A királyi Magyarország
A királyi Magyarország a Ferdinánd pártjára állt és az oszmán hódításnak ellenálló „Nyugati Magyar Királyságból” alakult ki, időben változó területe az Adriai-tengertől Felső-Magyarországig terjedt.
Már I. Ferdinánd osztrák főherceg létrehozta a dunai Habsburg Birodalom központi kormányzati apparátusát. A tragikus területi veszteséget elkönyvelő Magyar Királyságot ezentúl a bécsi székhelyű Titkos Tanács, Udvari Haditanács (Hofkriegsrath), Udvari Kamara (Hofkammer) és Udvari Kancellária (Hofkanzlei) igazgatta. A Magyar Kamara és a Szepesi Kamara mindvégig a bécsi központi szervek irányítása alatt állt. Az Udvari Kamarának fennállása alatt egy magyar tagja sem volt. II. Miksa császár és Rudolf alatt tovább erősödtek a dinasztia centralizáló törekvései. Ezt mutatja, hogy Nádasdy Tamás 1562-ben bekövetkezett halála után egészen 1608-ig betöltetlen maradt a nádori szék. A magyar rendek belpolitikai súlya és törvényhozó szerepe megmaradt, tőlük függött az adómegajánlás is, de diplomáciai és hadügyi kérdésekben nem voltak illetékesek. Mivel a királyi Magyarország török elleni védelmi vonala csak nyugati segítséggel volt tartható, a magyar nemesség tudomásul vette, hogy az országot külföldi központból, Bécsből, illetve Prágából kormányozzák.
A tizenöt éves háború alatt a királyi Magyarország és a Habsburgok között első ízben került sor nyílt konfrontációra. A német és vallon zsoldosok hasonló pusztítást végeztek, mint a törökök, 1600 júniusában például Pápa várának fizetetlen vallon zsoldosai lázadtak fel. Konfliktus forrása lett, hogy a Habsburg-kormányzat időről időre koncepciós eljárást kezdeményezett a protestáns főnemesség ellen (legismertebb példái Illésházy István vagy Báthori Erzsébet pere).
Az 1604-ben kezdődött Bocskai-felkelés a királyi Magyarország területének nagyobb részéről (rövid időre) kiszorította a német csapatokat, helyreállította a Magyar Királyság rendi alkotmányát, valamint visszaállította az Erdélyi Fejedelemség háború előtti pozícióját. Ezt követően királyi Magyarország berendezkedését a rendi dualizmus jellemezte, egészen 1671-ig, a nyílt abszolutizmus bevetéséig.

### Erdélyi Fejedelemség
A gyakorlatban az önálló Erdély már 1541-től létezett, mikor I. Szulejmán oszmán szultán bevette Budát, Erdélyt pedig vazallus területként Izabella özvegy királyné és János Zsigmond kezén hagyta, s a régió területén Fráter György szervezett államapparátust.
A fejedelemség presztízsét növelte Báthory István lengyel királlyá választása. Báthory István uralkodását (1571–1586) Erdély első aranykoraként értékelik. A békés gyarapodás és a vele járó kulturális fellendülés az 1590-es évekig tartott, amikor Báthory unokaöccse, a fejedelmi címről többször lemondó és Erdélybe többször visszatérő Báthory Zsigmond az országot állandó belháború színterévé tette. Rudolf előbb Mihály vajdát nevezte ki Erdély császári helytartójának, majd a hírhedt Giorgio Basta tábornokot állította az elpusztított tartomány élére. Jellemző, hogy a Habsburgok 1602-ben azt a Bocskai Istvánt is Prágába internálták, aki a Habsburg-párti politika fő erdélyi képviselője volt és törökellenes oldalon léptette be a fejedelemséget a tizenöt éves háborúba. Az 1604-ben kezdődött Bocskai-felkelés helyreállította az Erdélyi Fejedelemség háború előtti státuszát. A következő fél évszázadban az erdélyi fejedelmek léptek fel a Habsburgokkal szemben magyar rendi jogok és a vallásszabadság őrzőiként.
A 17. század első fele az Erdélyi Fejedelemség virágkora volt: az ország lakossága, mindenekelőtt a protestáns magyar köznemesség, a kollektív nemességet birtokló székelyek és a városi kiváltságokat élvező szász közösség a másik két magyar országrész lakosságához képest relatív jómódban éltek. Bethlen Gábor fejedelem gyulafehérvári udvarában a tudományok és művészetek bőkezű támogatásra találtak. Mind Bethlen, mind I. Rákóczi György sikeresen avatkozott be a harmincéves háborúba a Habsburg-ellenes oldalon. Az Erdélyi Fejedelemség a franciák és a svédek szövetségeseként került be az 1648-ban aláírt vesztfáliai békeszerződésekbe: Erdélyt szuverén országnak, a térség stabilizáló hatalmának tekintették.
II. Rákóczi György lengyelországi hadjárata katasztrofális következményekkel járt: Erdélyt tatár seregek égették fel, Várad török kézre jutott (1660), a fejedelemség élére a gyengekezű Apafi Mihály került. Az Erdélyi Fejedelemség politikai súlyát végleg elveszítette: mind az oszmánok kiszorítását, mind a lipóti abszolutizmus kiépülését statisztaként szemlélte.

### Reformáció és ellenreformáció

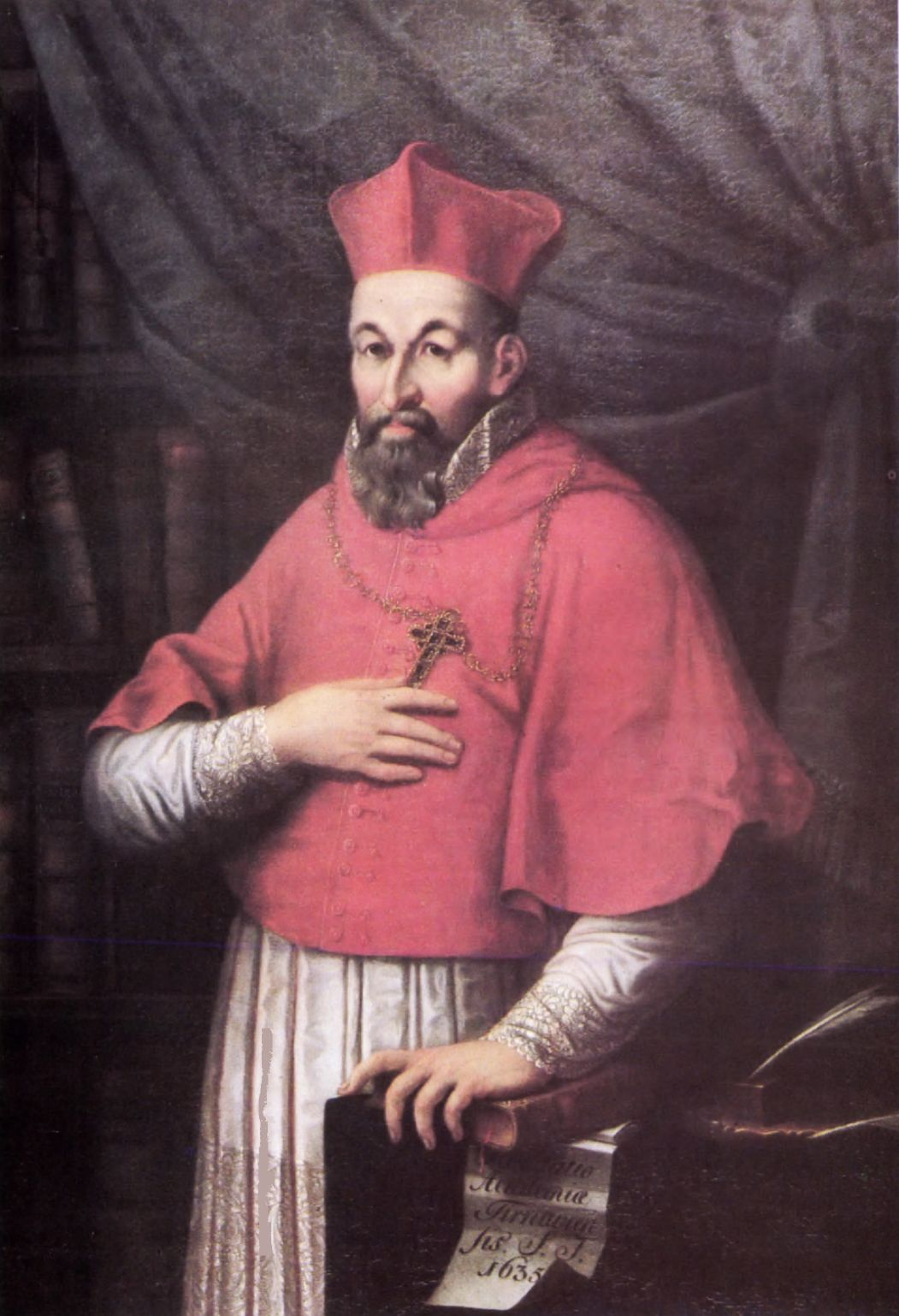
Pázmány Péter

A reformáció legkorábban az erdélyi és felvidéki szászok körében ismert. 1551 után a lutheránus irányzat mellett terjedni kezdett a kálvini reformáció, elsősorban Kálmáncsehi Sánta Márton és Méliusz Juhász Péter prédikátorok révén. Hazánkban a reformáció kálvinista irányzata vált uralkodóvá, mindenekelőtt Erdélyben, a hódoltsági mezővárosokban és a vitézlő rend körében. A protentantizmus a Habsburgokkal való szembenállást is kifejező nemzeti üggyé vált. Az új vallás pozícióit a 17. században nagymértékben elősegítette az erdélyi fejedelmek támogatása. A reformáció erdélyi támogatása óriási hatást gyakorolt a hazai tudomány és a magyar nyelvű irodalom fejlődésére is. Erdélyen kívül jelentős magyar kulturális központtá fejlődött a Rákóczi-család sárospataki udvara és Debrecen mezővárosa.
Mivel a 16. század végére Magyarország lakosságának kb. 90%-a a protestáns hit mellett döntött, a katolikus klérus – hatalmi eszközöket is igénybe véve – ellenakciót indított. Az ellenreformáció korszaka Rudolf trónra lépésével kezdődött. A tizenöt éves háború során Rudolf főkegyúri jogával élve nem egy esetben katolikusoknak adta a protestánsok templomait. Kassán Barbiano di Belgiojoso gróf ágyúkat hozatott a főtérre, hogy kényszerítse a városi tanácsot a lutheránusok kezén lévő Szent Erzsébet székesegyház átadására. 1604 tavaszán Rudolf a pozsonyi országgyűlés végzéseihez utólagosan egy XXII. pontot (hamis artikulust) is hozzáíratott, amely megerősítette a korábbi protestánsellenes törvényeket és megtiltotta, hogy az országgyűléseken ezentúl vallási kérdéseket tárgyaljanak.
A Habsburg Birodalomban a reformáció előretörése a 16. század végén–17. század elején jelentősen megtorpant. Nagy sikereket ért el az ellenreformáció Németország déli részén, különösen Bajorországban és az osztrák tartományokban, ahol II. Ferdinánd 1598 és 1629 között erőszakkal és fegyverekkel csaknem teljesen visszaszorította a protestantizmust.
A királyi Magyarországban zajló ellenreformáció kiemelkedő alakja az irodalmi téren is jelentős, egyetemlapító Pázmány Péter volt, aki protestáns hitre áttért magyar főurak jelentős részét (elsősorban a Dunántúlon és a Nyugat-Felvidéken) ismét visszatérítette a katolikus egyházba s ezáltal a katolicizmus hosszútávú biztos szerepét Magyarországon megszilárdította.

### A török kiűzése és Habsburg abszolutizmus

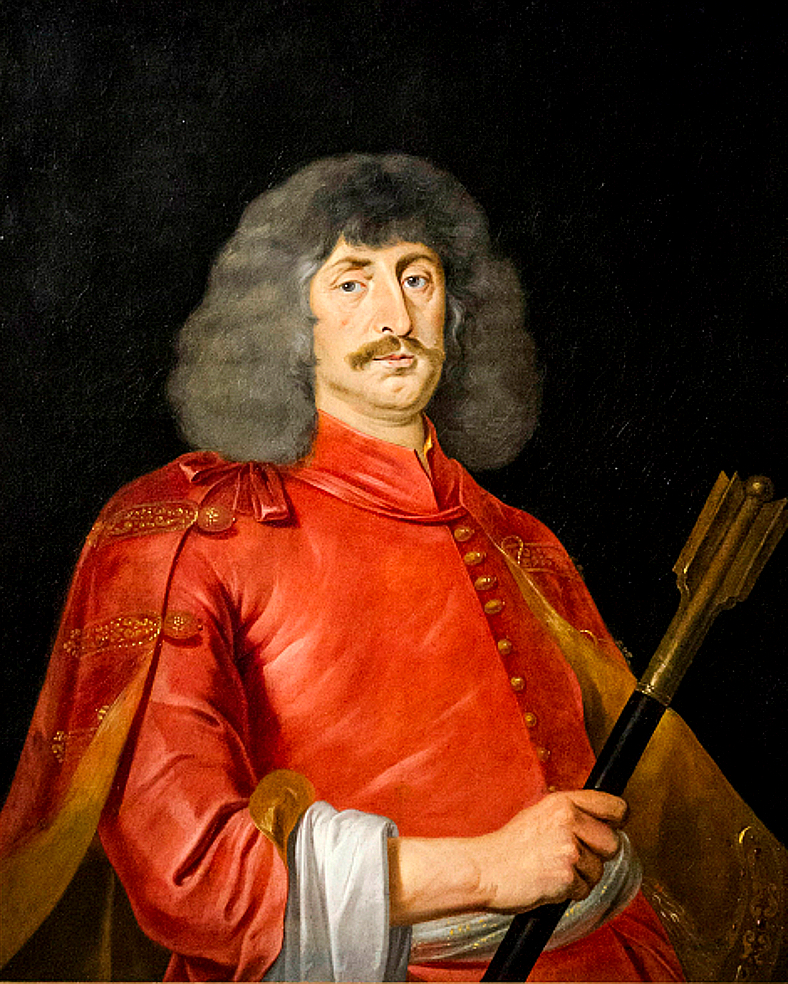
Zrínyi Miklós horvát bán

A magyarországi török terjeszkedés óriási demográfiai pusztulással járt, a 17. század második felére az Alföld néhány önvédelemre berendezkedő mezőváros kivételével gyakorlatilag elnéptelenedett. A pusztulás okozója nem csak törökök uralma volt, hanem a kegyetlen háborúk, így a Habsburgok által alkalmazott idegen zsoldoskatonák szüntelen gyilkolása, fosztogatása. Mivel az ország békeidőben is pusztult, a királyi Magyarország politikusai támadó háborút terveztek a török ellen. A 17. század második felében Zrínyi Miklós mind a gyakorlatban, mind elméleti munkáiban a törökök magyar vezetéssel történő kiszorítására az ország újraegyesítésére tette fel az életét.
Bár Bécs mindenáron kerülni akarta a háborút, az oszmánok mégis támadást indítottak és elfoglalták Érsekújvárt (1663). Zrínyi Miklós horvát bán látványos sikereket ért el az 1664. évi hadjáratokban. Jelentős fegyvertény volt a törökök utánpótlását biztosító eszéki híd felégetése, emellett több dél-dunántúli várat visszavett a törököktől. A hadi sikerek gyors kiaknázását a hadjárat folytatásának elrendelését halogató Udvari Haditanács nem tette lehetővé. Zrínyi győzelmei és a többnemzetiségű keresztény erők által sikerrel megvívott szentgotthárdi csata ellenére a franciákkal rivalizáló Habsburgok békét kötöttek Vasváron. Ezzel a Habsburgok oszmán kézen hagyták azokat az 1660–64 között szerzett területeket, amelyek visszaszerzésére a magyar rendek annyira törekedtek (köztük Váradot is). Mindez teljesen kiábrándította Zrínyit az udvarba vetett hitéből, és Habsburg-ellenes szervezkedésbe kezdett.
I. Lipót (a Wesselényi-összeesküvésre hivatkozva) 1671-től nyílt abszolutizmust vezetett be. Eltörölte a nádori tisztséget, kivégeztette a magyar főméltóságokat, a magyar rendi alkotmányt megszüntette. Königsegg alkancellár ezt így fejezte ki: „a magyarok rebelláltak, s ezzel minden privilégiumukat elvesztették, mostantól kezdve tehát mint armis subjecti, fegyverrel alávetettek kezeltetnek.” Az új kormányzat elbocsátotta a végvári katonaság zömét, tízszeresére növelte az adókat, továbbá fellépett a protestánsokkal szemben: 300 lelkészt és tanítót törvényszék elé állítottak Pozsonyban (többeket gályarabságra ítéltek). A magyar nemesség és parasztság ellenállását és a Thököly Imre vezette szabadságharc helyi sikereit látva Lipót 1681. április 28-án összehívta a soproni országgyűlést, helyreállítva az 1667 óta betöltetlen nádori hivatalt.

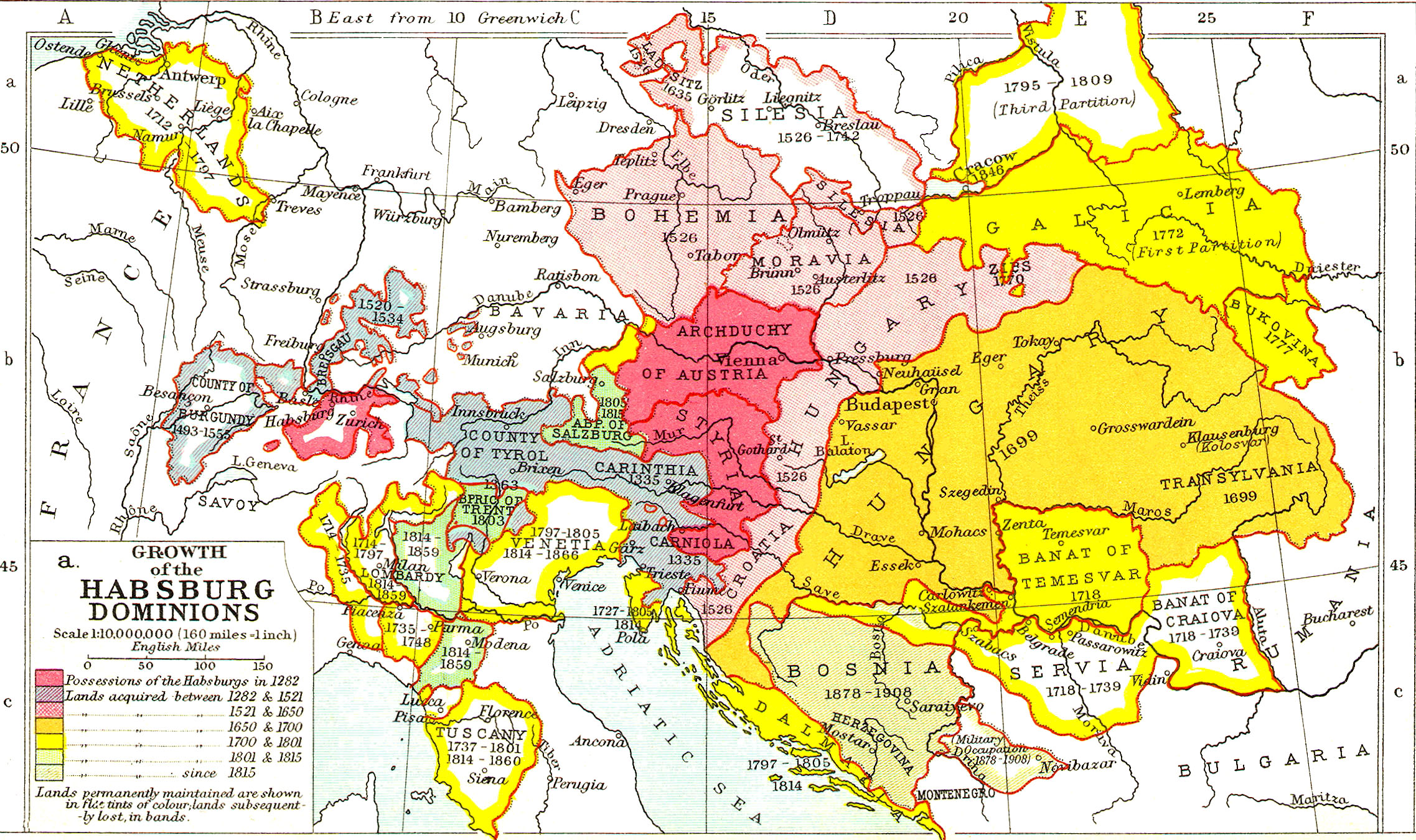
A Habsburg Birodalom növekedése

Thököly a soproni országgyűlés ellenére folytatta a harcot, 1682-ben elfoglalta Kassát és Füleket, létrehozva a törökkel szövetkező Felső-Magyarországi Fejedelemséget (1682-1685), rövid időre négy részre szakítva ezzel az országot. Kara Musztafa, az új török fővezér (részben Thököly sikerein felbátorodva) 1683-ban hadjáratot indított Bécs elfoglalásara. A császári erők a következő években ellentámadást indítottak: felszámolták Thököly fejedelemségét, majd hadműveletbe kezdtek a török hódoltság visszaszorítására. Ezzel egy időben a Habsburg Birodalom nemzetközi propagandakampányt indított a törökökkel összefogott, Thököly-párti magyarok ellen.
1684-ben XI. Ince pápa nagy diplomáciai erőfeszítések árán létrehozta a Szent Ligát (Liga Sacra), amelynek célja az európai török uralom felszámolása volt. Lipót ugyanis egyedül, csupán örökös tartományai erejére támaszkodva gyengének érezte magát a küzdelem folytatására. A szövetséghez csatlakozott a Habsburg Birodalom, Velence, a Lengyel–Litván Unió, Bajorország, Oroszország, Brandenburg és Szászország és titokban az Erdélyi Fejedelemség is. A kezdeti gyors sikerek ellenére, mint Buda visszafoglalásai (1686) vagy a nagyharsányi csata (1687) a törökellenes koalíció lendülete kifulladt, patthelyzet alakult ki. 1697-től a török elleni háború fővezére Savoyai Jenő tábornagy lett, aki először leverte a hegyaljai felkelést, leszámolt Thököly híveivel, majd 1697-ben, a zentai csatában döntő győzelmet aratott a török felett, megsemmisítve a szultáni fősereget.

### A Magyar Királyság a 18. századi abszolutizmus rendszerében

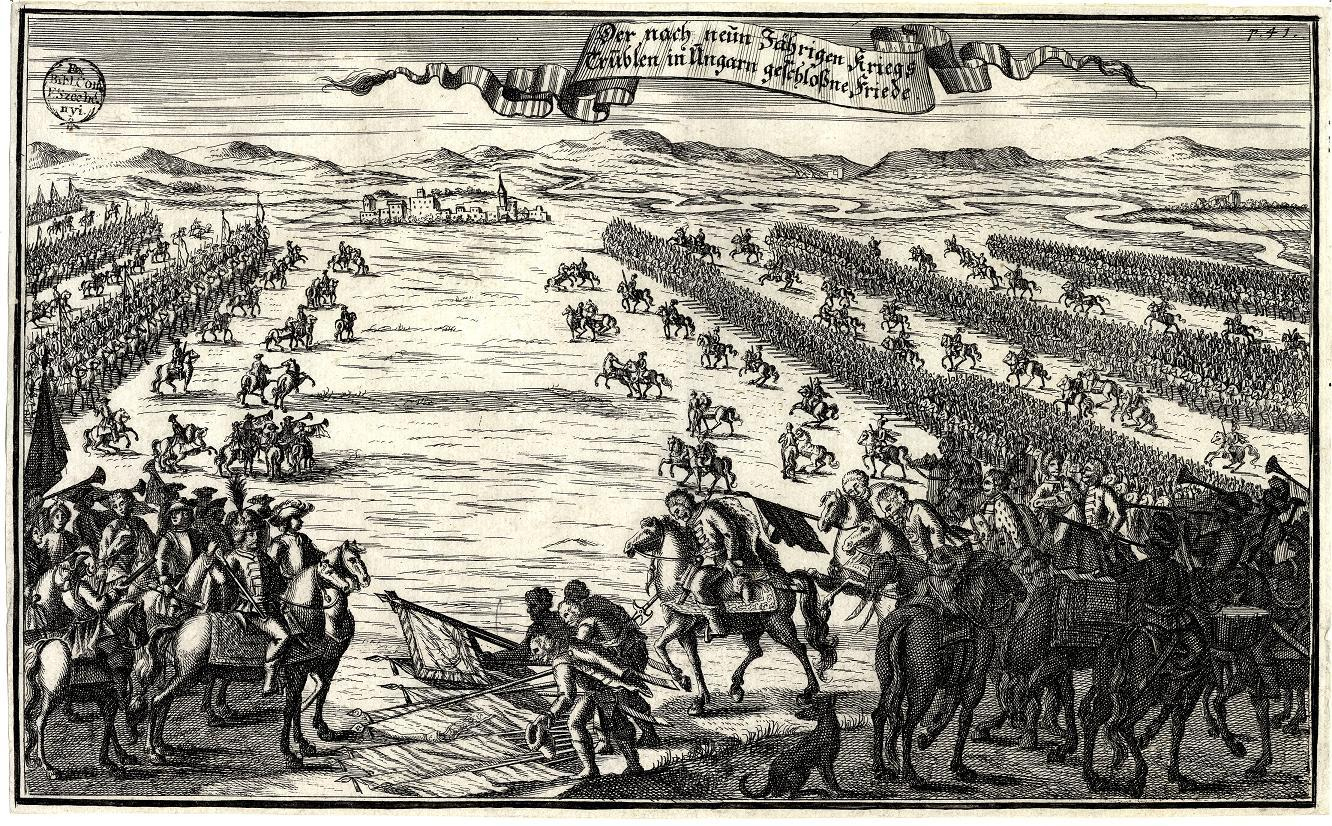
1711. április 30-án Szatmár mellett, a majtényi mezőn a még fegyverben lévő átadta a hadi zászlóit a császáriaknak és letette a hűségesküt

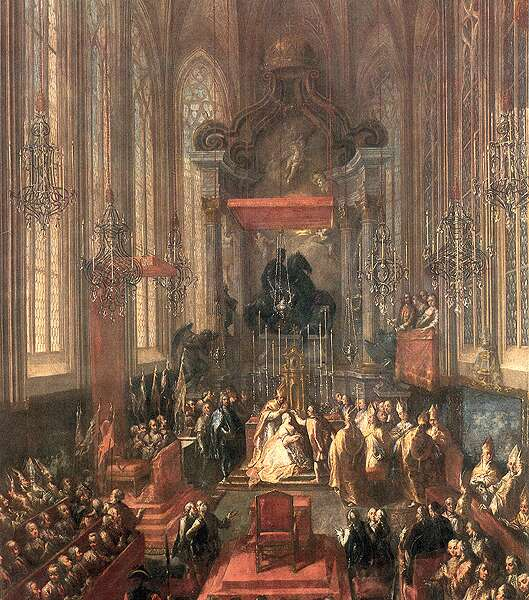
Mária Terézia magyar királynővé koronázása 1741. június 25-én a pozsonyi Szent Márton-székesegyházban

A 17. század végére a Habsburg vezetés alatt álló keresztény seregek a Temesköz kivételével visszafoglalták a középkori Magyar Királyság törökök által elfoglalt területeit, amit az 1699-es karlócai béke szentesített. A szintén osztrák kézre jutott Erdélyt azonban nem egyesítették Magyarországgal, hanem külön kormányozták. Magyarország, megmaradt önállóságát is elvesztvén, a Habsburg-kormányzat leigázott, katonailag megszállott országa lett. Az egész időszakot a magyarok kárára elkövetett jogsértések és jogfosztások jellemzik. A kormányzat részéről kirótt hatalmas terhek (porció, forspont) és a katonai erőszakoskodások a lakosságot végsőkig igénybe vették.
A függetlenség kivívására tett kísérletet a II. Rákóczi Ferenc által vezetett szabadságharc a 18. század elején, amely a kompromisszumos szatmári békével zárult 1711-ben. A béke ígéretet tett az alkotmány visszaállítására, a vallásszabadság biztosítására és az országgyűlés mihamarabbi összehívására, amnesztiát adott a szabadságharcban résztvevőknek, egyúttal intézkedett a magyarokat sértő intézmények és méltóságok eltörléséről. Az ellenállás és a szabad királyválasztás jogát azonban nem állították vissza, külön magyar hadsereget sem hoztak létre.
A birodalomban főleg Mária Terézia és fia, II. József uralkodott a felvilágosult abszolutizmus szellemében. A két felvilágosult abszolutista uralkodó rájött a parasztréteg fontosságára, mivel ők fizették a legtöbb adót is. Ezért korlátozták a rendi kiváltságokat, a nemességet is adófizetésre kötelezték, illetve társadalmi, közegészségügyi, oktatási újításokat vezettek be. Politikájuk lehetővé tette, hogy a nem nemesek is hivatalnokok legyenek. Ennek következtében kialakult egy olyan hivatalnokréteg, amely a reformok, újítások híve volt.
1741. szeptember 11-én, két évvel egy vesztes török háború, és tizenkét éves törvényhozási kényszerszünet után Mária Terézia a Pozsonyban összegyűlt magyar országgyűléshez fordult, hogy segítsenek fegyverrel megvédeni a koronáját. A magyar nemesek „életünket és vérünket!” felkiáltással álltak ki a királynő mellett, aki cserébe érvénytelenítette III. Károly néhány magyarellenes intézkedését. Tény, ugyanakkor, hogy a királynő vezette be a kettős vámrendszert (1754), ami erősen visszavetette a magyar ipar fejlődését. Miután a jobbágykérdés rendezését a magyar rendi országgyűlés elutasította, Mária Terézia e kérdést rendeleti úton szabályozta (Urbárium).
Mária Teréziát a trónon legidősebb fia, II. József, a „kalapos király” követte 1780-ban. II. József saját elhatározásából lemondott a koronázásról és az ezzel járó eskütételről. Emiatt nevezte el Ányos Pál „kalapos királynak”, amely ragadványnév igen elterjedtté vált. A kalapos király mentesült minden kötöttségtől, amik elődei és a rendek egyezségeiből származtak: nem kellett garantálnia a rendi szervezetek, jogok megmaradását. Édesanyjához hasonlóan rendeletekkel kormányzott, országgyűlést egyszer sem hívott össze. Ebben a korban jelent meg az erőltetett germanizálás, ugyanis a Habsburg Birodalom hivatalos nyelve a német lett (1784). „Hivatalra ezután sem a kormányszékeknél, sem a vármegyéknél, sem az egyházi rendbe senki nem juthat, aki németül nem tud… Az országgyűlés nyelve is német leszen, s azért követül oda nem küldhető, aki németül nem tud … latin iskolába csak azokat szabad felvenni, kik németül irnak s olvasni tudnak…” A hivatalos nyelvnek a németet tette meg. Ez óriási felháborodást váltott ki a magyar nemesség körében. József azonban elszánta magát akarata keresztülvitelére: a reformsorozat nyitányaként a Szent Koronát átszállíttatta Bécsbe. Ezután támadást indított a vármegyerendszer ellen, amely a rendelkezések végrehajtásáért felelt, épp ezért minden uralkodói törekvést megcsáklyázhatott.

## 19. század

### Reformkor és szabadságharc

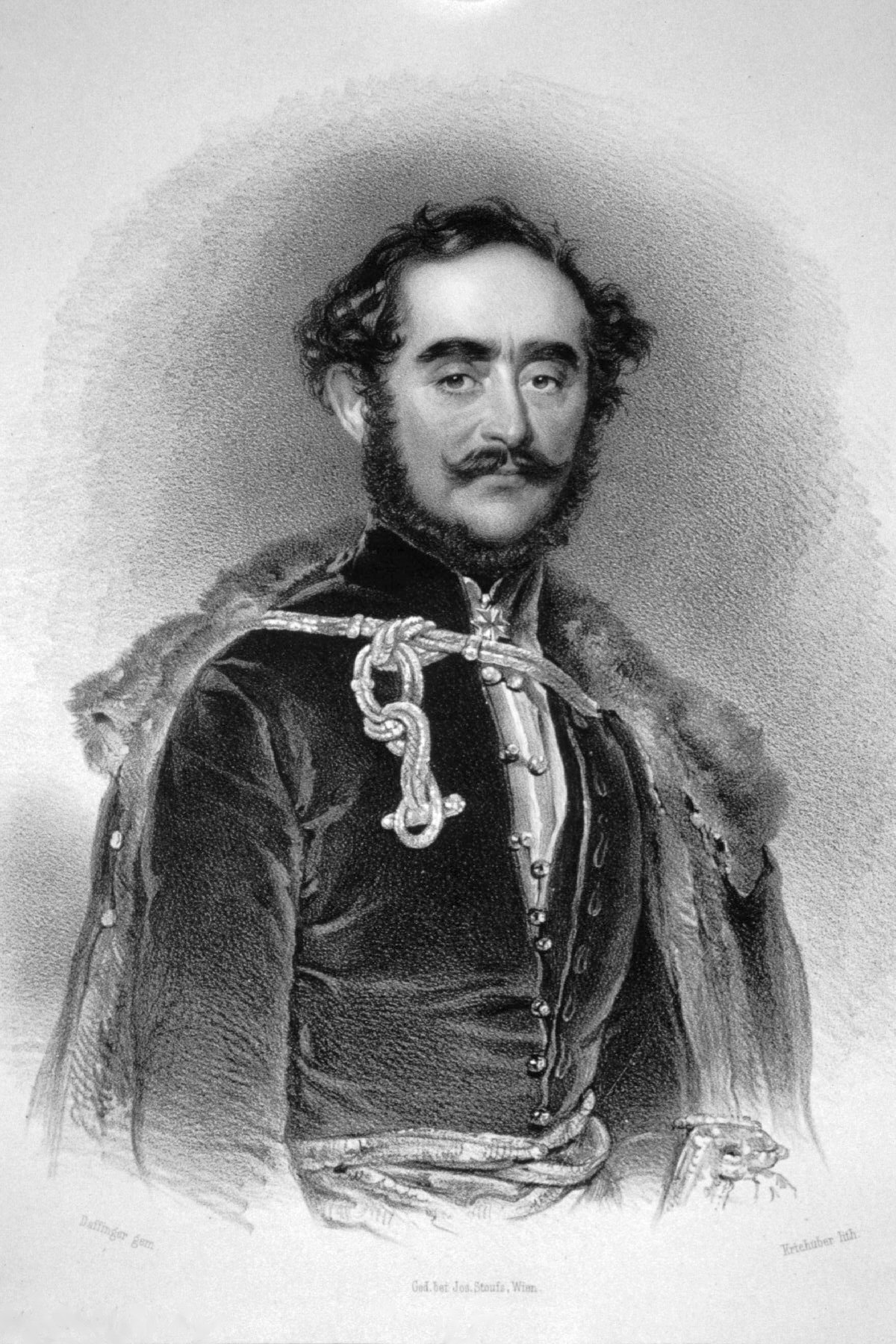
Széchenyi István a nemzeti reformmozgalom megindítója

A napóleoni háborúk idején a Habsburg Birodalom vészesen eladósodott. A kritikus helyzetben az uralkodó lényegesen több adót kívánt beszedni Magyarországról.
Ez a nemesség ellenállását váltotta ki. I. Ferenc a tiltakozások hatására idő előtt berekesztette az országgyűlést, és ezt követően rendeletekkel kormányzott. A magyar rendek tiltakozásul nem hajtották végre az uralkodói rendeleteket. A nemességnek ez a magatartása hatással volt a társadalom egészére: romlott a közbiztonság, megerősödött a betyárvilág, nőtt a katonaszökevények száma. Mivel az ellentétek kiélezése hosszú távon nem szolgálta az udvar érdekéit sem, 1825-re az uralkodó újra egybehívta az országgyűlést. A gazdaságban jelentkező válságjelek hatására a nemesség soraiból mind többen felismerték, hogy a kiváltságaik egy részéről le kell mondaniuk.
A nemzeti öntudatra ébredés nemcsak politikai, hanem kulturális síkon is zajlott. A 19. század első felében Széchenyi István által megindított nemzeti reformmozgalom időszakát reformkornak nevezzük. A korszak idején számtalan szociális, gazdasági, kulturális vívmány született, elsődlegesen: a jobbágykérdés rendezése, az önálló, modern ipar megteremtése, a Himnusz és egyéb nemzeti összetartozást kifejező költemények, valamint a polgári átalakulás útjában álló akadályok elhárítása. Mindezek alapkövei lettek az öntudatra ébredő nemzet újkori történelmének, s elvezettek a modern, polgári Magyarország megteremtéséhez. Erre az időre tehető a nyelvújítási mozgalom és a magyar nyelv irodalmi szintre emelése is, melynek betetőzéseként az 1844-es országgyűlésen a magyar lett az ország hivatalos nyelve.

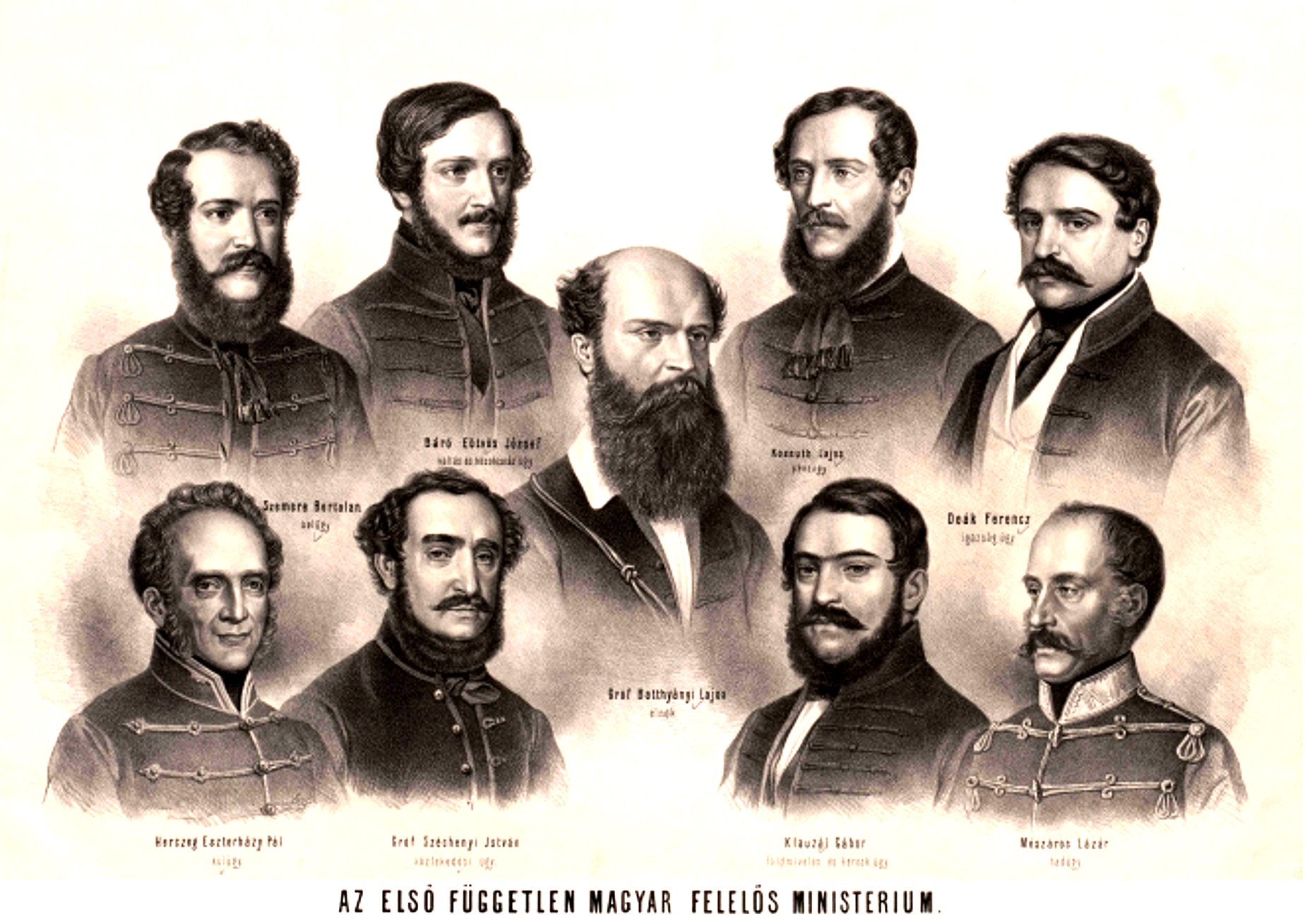
A Batthyány-kormány tagjai, 1848

Az 1848-as nemzeti forradalom nyomán Batthyány Lajos vezetésével megalakult független magyar kormány az évezredes társadalmi berendezkedés gyökeres átalakítását vállalta magára. Így az áprilisi törvények megszüntették a nemesi kiváltságokat és a jobbágyságot. Miután a Habsburg-ház teljesen törvénytelen módon visszavonta az 1848-as magyar alkotmányt, Kossuth Lajos vezetésével függetlenségi háború kezdődött. Az 1848-as európai forradalmak sorában legtovább a magyar szabadságharc tartott ki. Eredményességét mi sem mutatja jobban, mint az, hogy csak a cári Oroszország beavatkozásával lehetett legyőzni, amelynek soha ekkora hadserege addig nem járt még külföldön. A „népnemzet” újkori fogalma alapján, a reformkor és a szabadságharc küzdelmei, majd a szabadságharc bukását követő passzív ellenállás közösségkovácsoló évtizedei során alakult ki végleg a mai magyar nemzet.

### A neoabszolutizmus kora

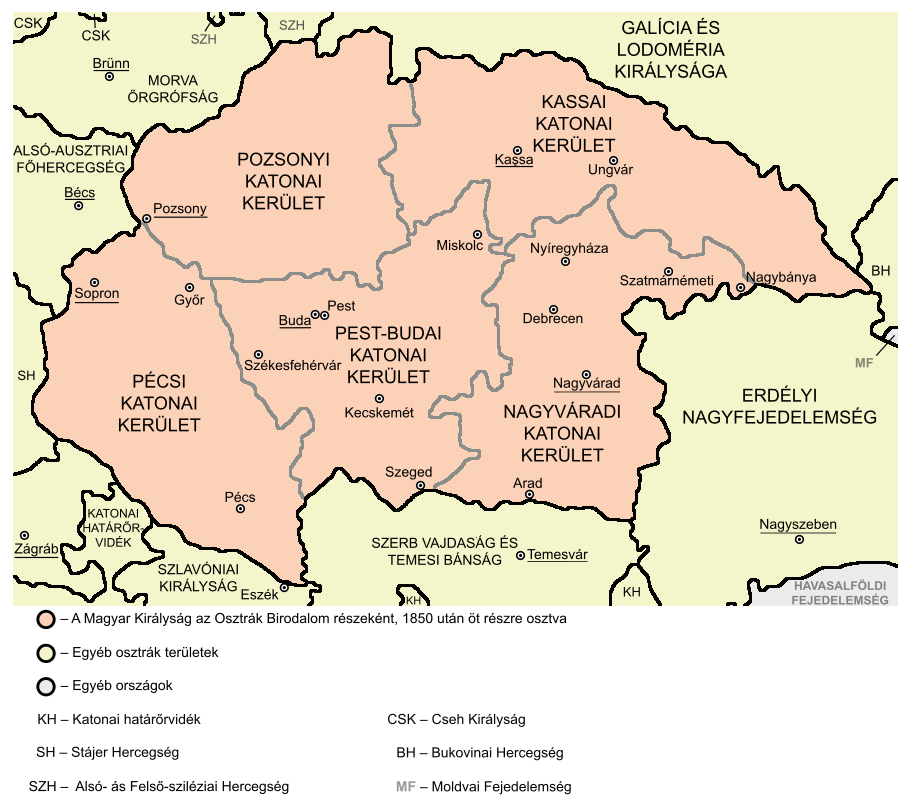
Magyarország közigazgatása a Bach-korszakban

A szabadságharc leverése után a bécsi kormányzat 1851 és 1859 között megkísérelte Magyarországot betagolni a központilag irányított összbirodalomba (Gesamtmonarchie).
Az első lépés a közigazgatási rendszer átformálása volt. Leválasztották Magyarországról Erdélyt, Horvátországot, a Határőrvidéket, a Szerb Vajdaságot és a Temesi bánságot. Külön igazgatás alá szervezve utóbbiakból létrehozták a Szerb Vajdaság és Temesi Bánságot.
Ezt követően a megmaradt területeket öt kerületre osztották (központjaik: Pest, Pozsony, Sopron, Kassa, Nagyvárad), eltörölve ezzel a régi vármegyerendszert. Eltörölték a megyék és a városok önkormányzatát is. A közigazgatás nyelve pedig egységesen a német lett, a germanizációs és beolvasztási törekvéseknek köszönhetően.
A hivatalnoki rendszert kettős hivatalnokrétegnek nevezzük. Ez azt jelenti, hogy a magyar tisztviselők mellett osztrák hivatalnokok dolgoztak, azért, hogy egymást megfelelően kiegészítsék. Emellett még azért is szükség volt a külföldiekre, mivel a régi hivatalnokok egy része nem volt hajlandó együttműködni a hatalommal, mert így a hivatalok a központi akarat végrehajtói lettek. A főleg Ausztria területéről érkezett hivatalnokokat gúnyosan Bach-huszároknak csúfolták kötelezően előírt magyaros viseletük miatt. Ez a rendszer azonban igen költséges volt (hiszen kétszer annyi hivatalnokot kellett ellátnia). A funkcionáriusok feladatai közé tartozott az adószedés, a közoktatás, az infrastruktúra és a bírói rendszer működtetése.

### Magyarország a dualizmus korában

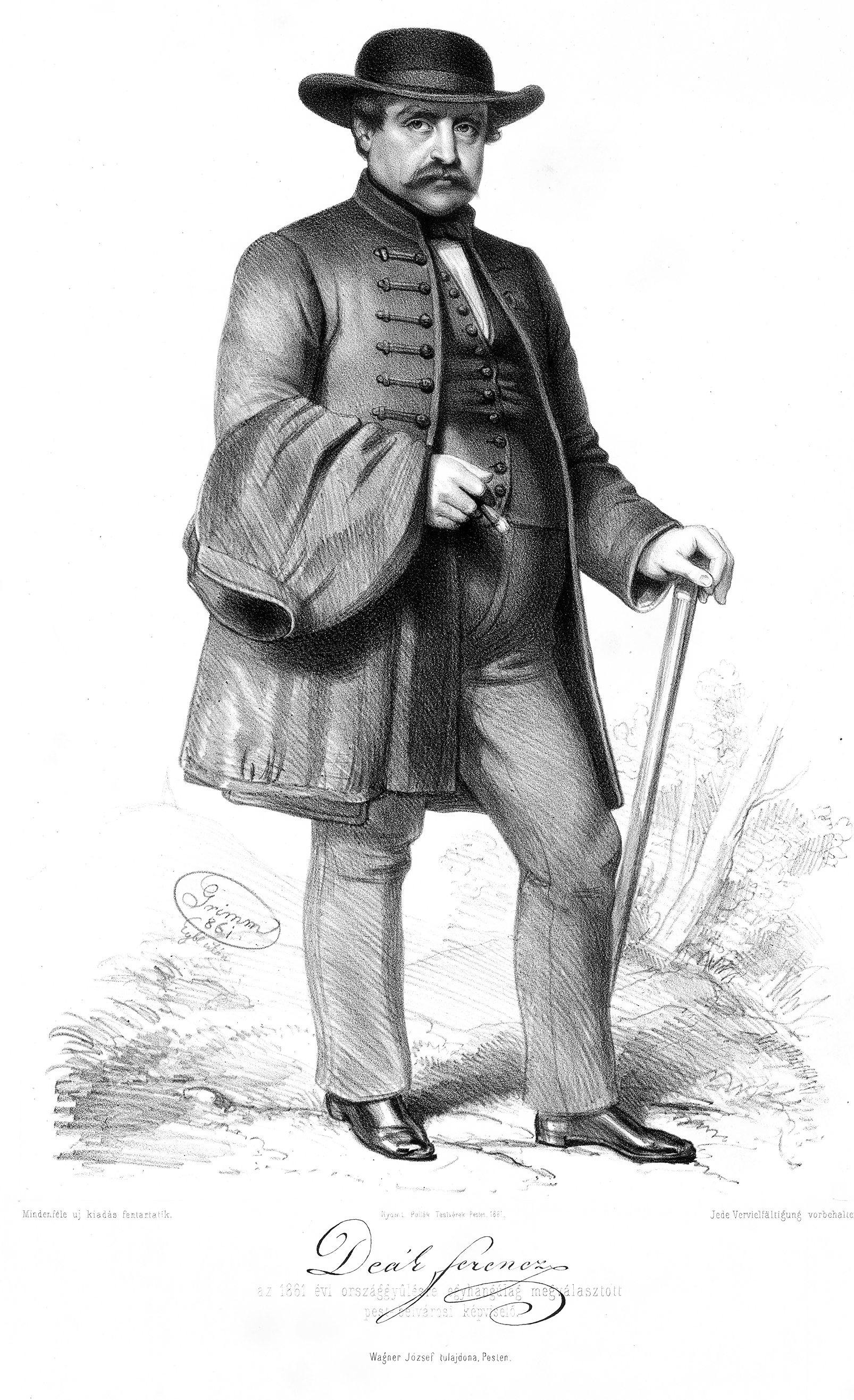
Deák Ferenc

Kiegyezés (németül Ausgleich) alatt az 1867. évi osztrák-magyar politikai megegyezést értjük, amelynek következtében létrejött az Osztrák–Magyar Monarchia.
Az Osztrák–Magyar Monarchia két fő részből állt: a Birodalmi Tanácsban képviselt királyságok és országok (vagyis az ún. „osztrák örökös tartományok”), illetve a magyar Szent Korona országai (Magyarország és Horvátország), melyeket a közös uralkodó és a közös ügyként igazgatott külügy, hadügy és az ezekkel kapcsolatos pénzügy fűzött össze. Az Osztrák–Magyar Monarchia Ferenc József szerint csak és kizárólag három ember egyezkedése és tárgyalásai közepette jött létre: „Deák, Andrássy és jómagam”. Az erről szóló törvényt Ferenc József magyar király (egyúttal osztrák császár) 1867. július 28-án szentesítette. Az Ausztriával történt kiegyezésre végül 1867-ben került sor, magyar részről Deák Ferenc vezetése alatt. Ezután a Magyar Királyság a dualista berendezkedésű Osztrák–Magyar Monarchia társországa lett. Az országban az alkotmányos királyi hatalom mellett, a társadalom viszonylag szűkebb körére korlátozódó (vagyoni alapú) parlamenti demokrácia született.

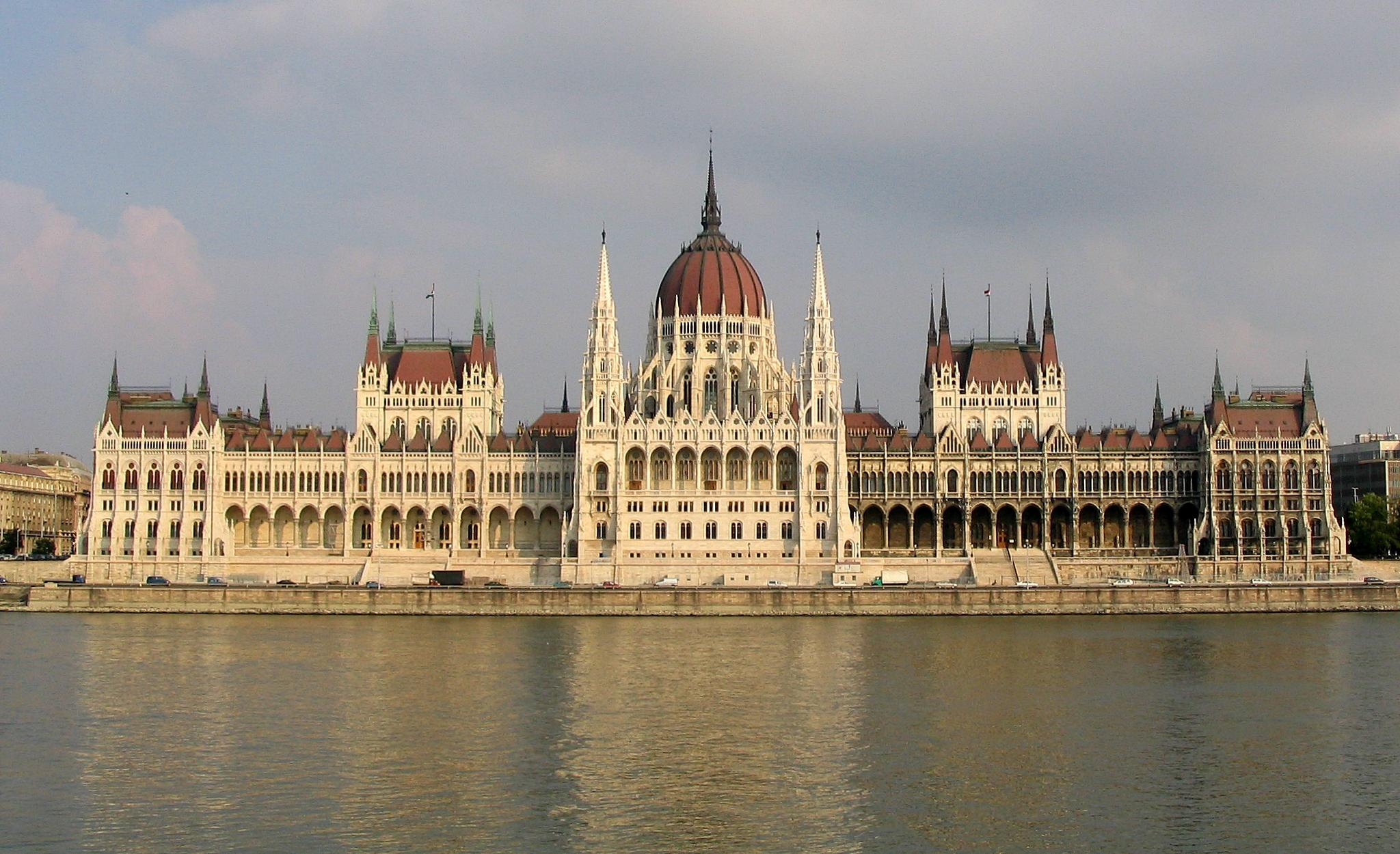
A Parlament, Magyarország egyik jelképe (épült: 1885–1904)

A dualizmus korának fél évszázadát „boldog békeidőknek” is nevezik. A korszak jelképe az uralkodópár volt: az 1867–1916 között uralkodó Ferenc József és közkedvelt felesége, Erzsébet királyné („Sissi”). A korszakot a liberalizmus politikája jellemezte. Eötvös József vallásügyi miniszter 1868-as liberális reformjai keretében a világ első nemzetiségi törvényét és világszínvonalú népiskolai törvényt vezettek be. Az ország a következő évtizedekben az ipar, kereskedelem, a tudományok, művészetek, a társadalmi élet minden területén hatalmas mértékben fejlődött, jórészt behozva a nyugati országokhoz viszonyított addigi évszázados gazdasági és társadalmi lemaradást. A kiegyezést követő fél évszázad egyike a magyar gazdaság sikertörténeteinek. Bár a fejlődés pontos üteméről megoszlanak a vélemények, abban mindenki egyetért, hogy a második ipari forradalom korszakában egy elmaradott agrárországból a 20. század elejére fejlett élelmiszeriparral rendelkező és intenzív exporttevékenységet folytató agrár-ipari országgá vált. A belső piac prosperáló konjunktúrája tartotta leginkább egyben a monarchiát. 1873-ban Buda, Pest és Óbuda egyesítésével létrejött az új főváros. Budapest Európa leggyorsabban növekvő nagyvárosa lett, lakossága húsz év alatt megduplázódva milliósra nőtt.
A polgári osztály kialakulását segítette a nagy fokú asszimiláció, amelynek során a nemzetiségek egy része, különösen az ország németajkú lakossága magyarrá vált. A polgári fejlődésben külön megemlítendő a zsidóság szerepe, amely a liberális légkör következtében a 19. század második felében majdnem egymilliós tömegben vándorolt be az országba Kelet-Európából. Az 1895-ös XLII. törvény a zsidó vallás teljes egyenjogúsításáról rendelkezett, Nyugat-Európa országaihoz képest megkésve, emellett Magyarországon is megjelent a mindenhol feltűnő modern politikai antiszemitizmus.
A polgárság gyarapodása mellett azonban az iparosodás túl gyorsan lezajló gazdasági és társadalmi átalakulásai a parasztság tömeges elnyomorodását eredményezték. A nincstelen vidéki agrárproletárok jelentős része a városokba vándorolt és a rohamosan fejlődő magyar gyáripar munkaerejét adva a munkásosztály növekvő osztályába illeszkedett be. Az elnyomorodó falusiak másik része zsellér lett a kapitalizálódó mezőgazdasági nagybirtokokon. A nyomor előli menekülés útjaként a századforduló éveiben százezrek választották a kivándorlást is, elsősorban az Amerikai Egyesült Államokba.

### A nemzetiségek

Nemzetiségek eloszlása az Osztrák–Magyar Monarchia területén
Forrás: William R. Shepherd: Historical Atlas (1911)

A Magyar Királyság mindig is több nemzetiségnek adott egyidejűleg otthont. A magyarság története a középkor óta közös volt például a Kárpátok között élő szlovákokkal, az iparos németekkel, a déli területeken élő horvátokkal, a kárpátaljai ruszinokkal, a kereskedő zsidókkal és a kései középkortól a vándorló cigányokkal. A török háborúk pusztítása után azonban a magyar ajkú lakosság aránya minden korábbihoz képest drámaian lecsökkent, míg a nemzetiségek aránya jelentősen megnőtt. Az ország leginkább kiürült déli és középső területeire a 18. században tömegesen érkeztek a szomszéd országokból betelepített szerbek és németek (dunai svábok), az országon belüli népességmozgás keretében pedig a horvátok, szlovákok, románok. A reformkor idején a Magyar Királyság nagyobb nemzetiségei sorában is a magyarokéhoz hasonló nacionalista mozgalom bontakozott ki. A magyar elit azonban elzárkózott a nemzetiségek függetlenségi igényeinek rendezésétől, melynek tragikus következményeként a Habsburgok a nemzetiségek katonai erejét is szembe tudták fordítani a magyar szabadságharc ügyével. A 19. század második felében, különösen a kiegyezést követően kezdetét vette a kisebbségek nagyobbrészt spontán, de felülről is szívesen látott magyarosodása, ami a németek és a zsidók körében öltött nagyobb méreteket.
A történészek véleménye megoszlik, hogy a Monarchia szétesése mennyiben tudható be a szomszédos kisállamoknak vagy a nemzetiségeknek. A Monarchia hadseregeiben az első világháború alatt rendkívül magas volt a megadások és dezertálások száma (leszámítva a német–osztrák és magyar alakulatokat, bár 1918-ra őket is elérte a frontbomlás). A neves történész, Szekfű Gyula szerint „nem kevesebb mint három imperialisztikus gépezet működött, megkenve szilárd akarat, erőszak és kész hazugságok minden olajával; cseh, oláh és szerb egyesületek százai vitték szét a tömegekbe az imperialisztikus gondolatot, cseh és oláh bankok és pénzintézetek készítették elő a nagy harcot, sőt az imperialista katonaság is készen volt, kiképezve ártatlan testgyakorló egyesületekben.”

## 20. század

### Az első világháború és következményei

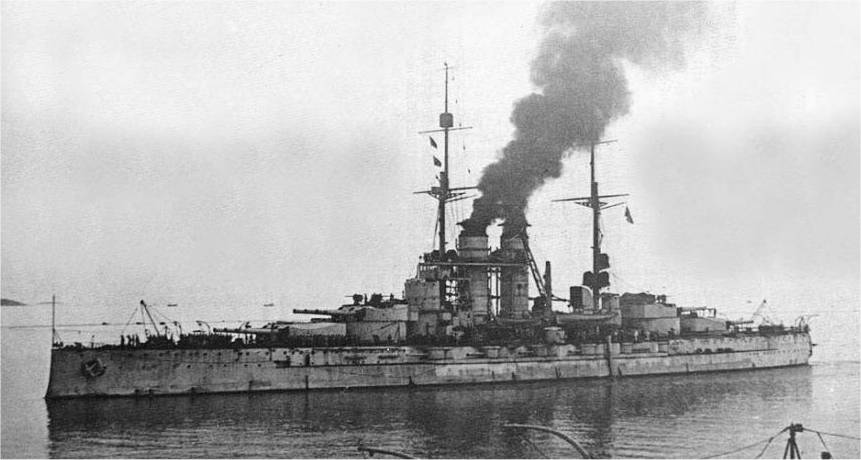
Az SMS Szent István Tegetthoff-osztályú csatahajó az első világháborúban

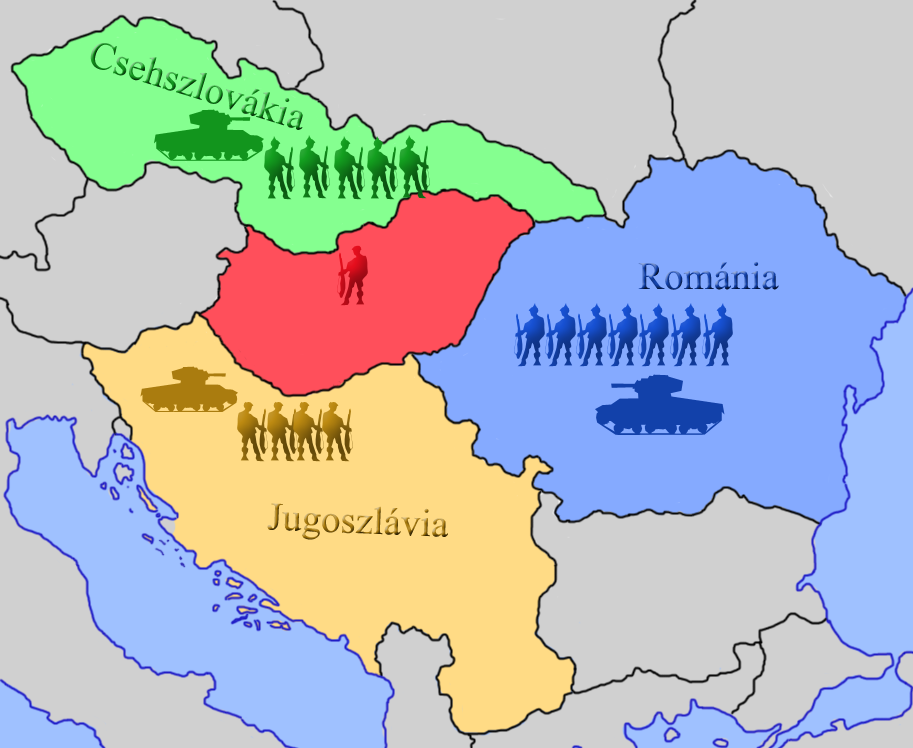
Magyarország és a kisantant haderőinek mérete és felszereltsége az 1920-as években

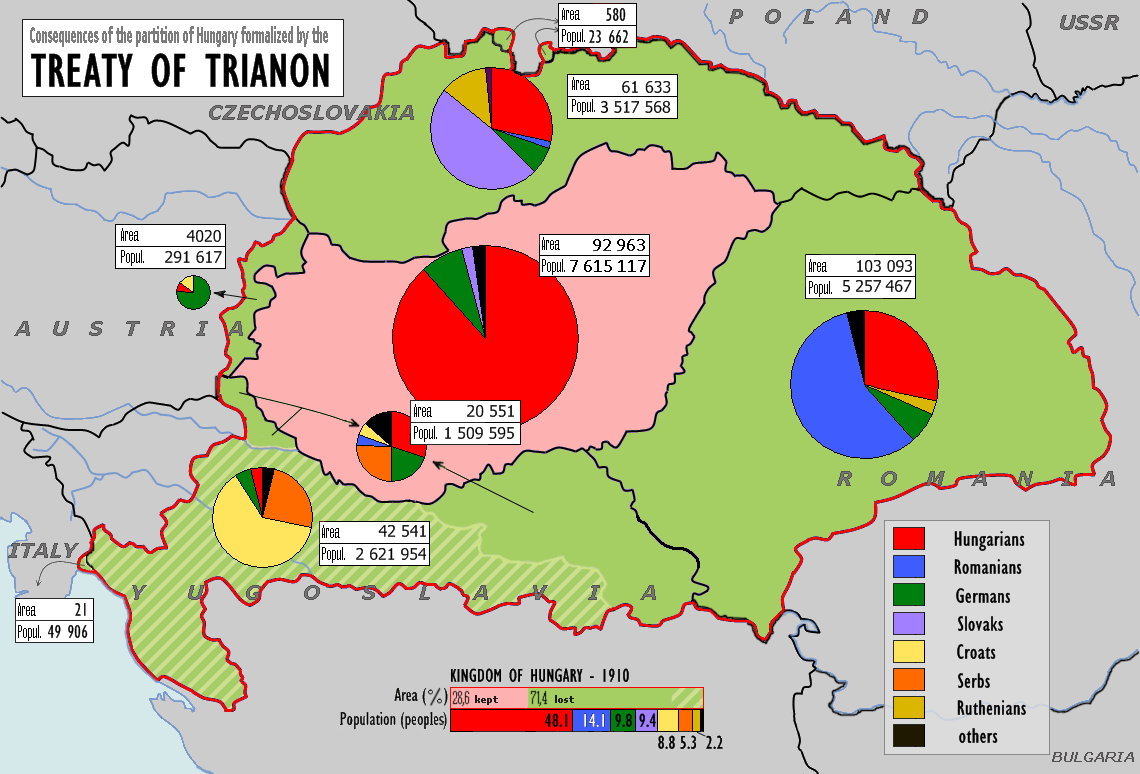
A trianoni békeszerződés következtében kialakult nemzetiségi arányok a volt Magyar Királyság területén létrejött államokban

A Magyar Királyság az első világháborúban a központi hatalmak oldalán és az Osztrák–Magyar Monarchia részeként vett részt, nem külügyeiben független hatalomként. Magyarország 660 821 fős emberveszteséget szenvedett el az orosz és az olasz frontokon és a Balkánon. Az első világháború 1914-től 1918-ig tartó hadműveletei a történelmi Magyarország területét is érintették: az 1914-es orosz offenzíva során és a román hadsereg 1916-os erdélyi betörésekor. Az antant országaihoz képest csekélyebb gazdasági potenciállal rendelkező, több fronton lekötött, a háború során egyre inkább a Német Birodalom alá rendelődő kettős monarchia az első világháború végére szétesett, átadva helyét több (önmagát nemzetállamnak minősítő, de heterogén összetételű) utódállamnak. A háború alatt a francia külpolitika az Osztrák–Magyar Monarchia megbontása érdekében támogatta az új nemzetiségi mozgalmakat. A központi hatalmak vereségének közeledtével, 1918. október 28-án kitört az őszirózsás forradalom, és 31-én Károlyi Mihály vezetésével polgári demokratikus kormány alakult. November 13-án IV. Károly király eckartsaui nyilatkozatával a királyság intézménye megszűnt Magyarországon, és november 16-án kikiáltották a Magyar Népköztársaságot.
Az osztrák–magyar küldöttség 1918. november 3-án írta alá a padovai fegyverszünetet, amely azonban nem tartalmazott Magyarországra vonatkozó katonai és területi rendelkezéseket. Károlyi Mihály miniszterelnök külön fegyverszünetet kötött, az ország déli és keleti határait rögzítő belgrádi katonai konvenciót, melynek folytán a szerbek, a románok, majd az egyezményben nem említett csehek Magyarország területének nagy részén bevezették a saját közigazgatásukat. A Magyarország feldarabolására irányuló, az antant támogatásával zajló katonai intervenció a Károlyi-kormány bukásához vezetett. 1919. március 21-én az ország magyar kézen maradt részében a kommunisták ragadták magukhoz puccsal a hatalmat. A Szovjetunió mintájára megszervezett Tanácsköztársaság uralma, a magyarországi proletárdiktatúra 133 napig tartott. A kezdeti katonai sikerek után az ellenséges túlerő miatt a kommunisták is vereséget szenvedtek. Magyarország egész területét megszállták az antant-országok csapatai. A román erők 1920-ban, a szerb csapatok pedig csak 1921-ben hagyták el a megcsonkított Magyarországot.
A trianoni békediktátum következtében Erdély, a Partium és a Temesköz keleti fele Romániához került. 103 093 km², a Magyar Királyság 31,78%-a lett Románia része, nagyobb terület, mint a megmaradt Magyarország. Horvátország, Szlavónia, a Szerémség, a Bánság nyugati része, Bácska, a Drávaköz, a Muraköz és a Muravidék Szerbiához került. A megerősödő délszláv állam azonban a belgrádi egyezmény (1918) során szerb megszállás alá került Baranya vármegye egészére is igényt formált, így alakult meg 1921-ben a tiszavirág-életű Baranya–bajai Szerb–Magyar Köztársaság. Északon a főleg ruszinok által lakott Kárpátalja, a főként szlovákok lakta Felvidék és a szinte csak magyarok lakta Csallóköz, együttesen mintegy 61 633 km² Csehszlovákia része lett. Egy nyugati területsáv Burgenland néven Ausztria része lett; Fiume városát Olaszország szerezte meg, kisebb szepességi és Árva megyei területek Lengyelországhoz kerültek.
A békeszerződés eredményeképp a 325 411 km² összterületű Magyar Királyság elveszítette területének több mint kétharmadát (az ország Horvátország nélküli területe 282 870 km²-ről 92 963 km²-re csökkent), lakosságának több mint a felét, az 1910-ben még 20 886 487 fős ország lakossága 7 615 117 főre esett vissza.

### Trianoni békeszerződés
A trianoni békeszerződés (magyar forrásokban gyakran békediktátum, illetve kényszerszerződés, békeparancs) az első világháborút lezáró Párizs környéki békeszerződések rendszerének részeként az első világháborúban vesztes Magyarország (mint az Osztrák–Magyar Monarchia egyik utódállama) és a háborúban győztes antant szövetség hatalmai (Nagy-Britannia, Franciaország, Olaszország, Japán, Belgium, Kína, Kuba, Görögország, Nicaragua, Panama, Lengyelország, Portugália, Románia, a Szerb-Horvát-Szlovén Állam, Sziám és Cseh-Szlovákország) között létrejött békeszerződés, amely többek között az Osztrák–Magyar Monarchia felbomlása miatt meghatározta Magyarország új határait és sok kis multinacionális államot hozott létre a birodalom helyett.
A szerződést a felek 1920. június 4-én 16:32-kor írták alá a versailles-i Nagy-Trianon kastély 52 méter hosszú és 7 méter széles folyosóján, a La galérie des Cotelles-ben.
A szerződésben a győztes felek kijelentik, hogy Magyarország felelős a háborúban győztes államoknak okozott károkért (161. cikk), a VIII. rész további cikkeiben és függelékeiben pedig részletesen szabályozzák az ennek következtében teljesítendő jóvátétel feltételeit. A szerződésbe foglalt megállapítások megegyeztek az Edvard Beneš cseh politikus által megfogalmazottakkal, aki így vélekedett: „Az egész világ elborzadt ... és megértette, hogy a háborút nem egyedül az egykori Osztrák–Magyar Monarchia végzetes politikája robbantotta ki, hanem sokkal inkább Budapesten, mint Bécsben készítették elő.”
| „                                                                               | A Szövetséges és Társult Kormányok kijelentik és Magyarország elismeri, hogy Magyarország és szövetségesei, mint e veszteségek és károk okozói, felelősek mindazokért a veszteségekért és károkért, amelyeket a Szövetséges és Társult Kormányok, valamint polgáraik az Ausztria-Magyarország és szövetségesei támadása folytán rájuk kényszerített háború következményeképpen elszenvedtek. | ” |
| – az 1920. évi június hó 4. napján a Trianonban kötött békeszerződés 161. cikke | |   |

A trianoni békeszerződést a Magyar Királyság nevében az 1920 márciusában Horthy Miklós által kinevezett Simonyi-Semadam-kormány képviseletében és felhatalmazásával Benárd Ágost, a magyar kormány népjóléti és munkaügyi minisztere, a küldöttség vezetője és Drasche-Lázár Alfréd rendkívüli követ és államtitkár írta alá. A választás azért esett rájuk, mivel a rangos és közismert politikusok egyike sem akarta magát kompromittálni a hazánkra nézve végzetes és máig is meghatározó trianoni békeszerződés aláírásával.
Az első világháborúban győztes antanthatalmak elsődleges célja Németország és a háborúban vele szövetséges országok alapvető meggyengítése volt, ezen felül céljuk volt a jelentős háborús jóvátétel követelése, valamint a soknemzetiségű nagyhatalmak egységének megtörése is, mint amilyen az Osztrák–Magyar Monarchia vagy az Oszmán Birodalom volt. A döntéshozók a magyarokkal szembeni Európa-szerte létező ellenséges hozzáállást sem tudták figyelmen kívül hagyni.
A történelmi okirat Magyarország (Magyar Királyság) új határainak megállapítása mellett 35 000 főben korlátozta a magyar hadsereg létszámát, megtiltotta légierő és nehézfegyverek tartását. Tartalmazta az akkor létrejött Népszövetség alapokmányát is.
A szintén az antanthoz tartozó Amerikai Egyesült Államok, amely akkor nem lett tagja a Népszövetségnek, a szerződést ugyan aláírta, de később nem ratifikálta. Az USA és Magyarország később Washingtonban kötött békét: ez a Népszövetségre vonatkozó cikkelyek kivételével szó szerint megegyezik a trianonival. Az ily módon létrejött I. világháború utáni kényszer-békerend azonban összeomlott.
| „                       | Semmi kétség, hogy Magyarországot igazságtalanság érte, s ez az igazságtalanság olyan természetű volt, amelybe jó lélekkel nehéz volt belenyugodni: a történeti Magyarország területi állományát az etnikai elv alapján bontották széjjel, ugyanakkor azonban ezt az etnikai elvet Magyarország terhére nyilvánvalóan megsértették. | ” |
| – Bibó István történész | |   |

A trianoni békeszerződésre emlékezve június 4-ét a magyar Országgyűlés 2010-ben a nemzeti összetartozás napjává nyilvánította.

### A kisebbségben élő magyarok története
1918-tól, illetve hivatalosan 1920-tól a trianoni békeszerződéstől Magyarország állami területe a Kárpát-medence középső részére korlátozódik. Ettől az időtől kezdve a magyar államhatárokon kívül élő magyarság (kisebbségi magyarok) története előbb négy, majd 1945-től öt, végül 1991-től hét külön ország történelmének keretébe illeszkedik.

### 1920-1945: A Horthy-korszak

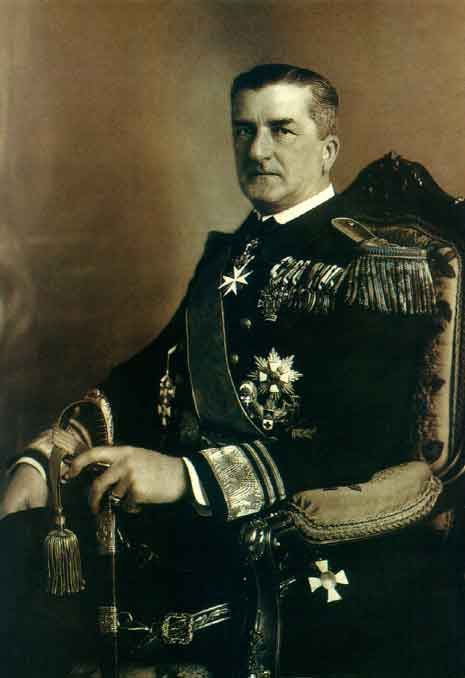
Horthy Miklós, a Magyar Királyság kormányzója 1920 és 1944 között

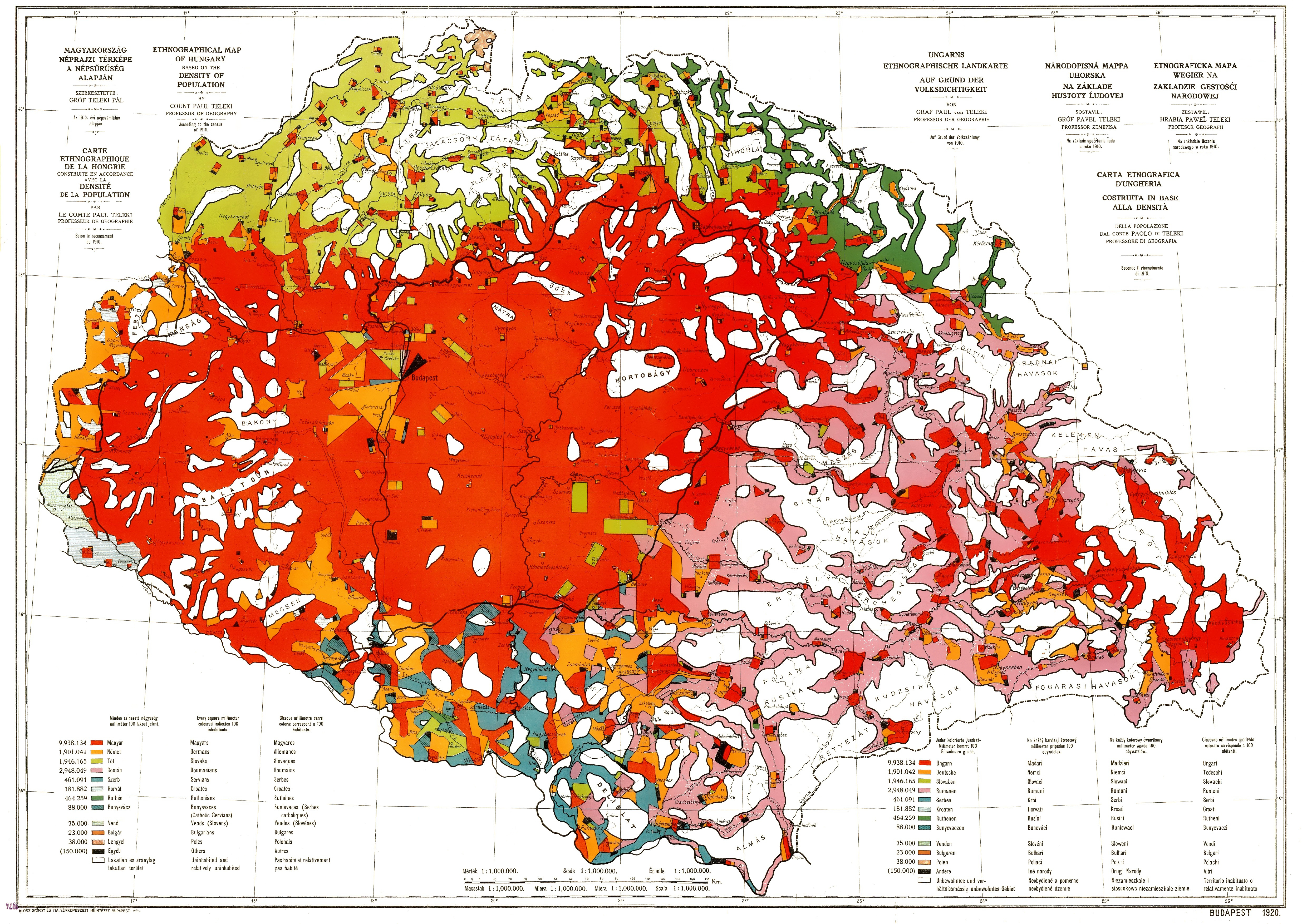
Teleki Pál miniszterelnök, földrajztudós híres „vörös térképe", a Magyar Királyság 1910-es népességének nemzetiségek szerinti eloszlásáról, ez a világ egyik első olyan térképe, amelyen a népesség nemzetiségek szerinti eloszlását a népsűrűség figyelembevételével ábrázolták

A rövid életű polgári demokratikus rendszert követő Tanácsköztársaság bukása után formálisan újra királyság lett az ország államformája, de az ország élén király helyett kormányzó állt. Ezt a tisztséget Horthy Miklós töltötte be egészen 1944-ig. Vezetésével erősen korlátozott parlamenti demokrácia alakult ki. Teleki Pál és Bethlen István miniszterelnöksége alatt a rendszer az 1920-as évek elején politikailag konszolidálódott. Ezt követte az 1930-as évek jobbratolódása. Az ország fő politikai célkitűzése az elcsatolt országrészek visszaszerzése volt, ennek érdekében Magyarország a Mussolini vezette Olaszország, majd a Hitler vezette Németország segítségét remélte. A stratégia kezdetben sikeres volt, de végül az ország 1941-es, Szovjetunióval szembeni hadba lépéséhez vezetett. A magyar vezetés a háborús részvétel minimalizálására törekedett, de 1944 és 1945 között Magyarország a szovjet és német erők ütközőzónájává vált, a magyar haderő vereséget szenvedett. A korszakra jellemző volt az egyre erősödő és az állami politika szintjén is támogatott antiszemitizmus, ami 1941 és 1945 között több mint 400 000, a mai országterületről 200 000 zsidó erőszakos halálához vezetett.
1944–45 telén a háborús front fokozatosan átvonult egész Magyarországon, a szovjetek kiűzték a németeket és megszállták az országot. A háború sok áldozatot szedett a lakosság soraiban, a legpusztítóbb Budapest ostroma volt.
A II. világháborúnak Magyarországon mintegy félmillió polgári és katonai áldozata volt a származásuk miatt haláltáborokban megölt százezreken kívül. Az ország infrastruktúrája elpusztult, a nemzeti vagyon döntő részét a németek és a szovjetek elrabolták. Valamennyi visszacsatolt terület is elveszett, és a magyar polgári lakosság ezután súlyos megtorlást szenvedett el a szomszéd országokban, Szlovákiában (állampolgárságtól való megfosztás, kitelepítés), Kárpátalján (deportálás, gulag- munkatábor) és különösen Vajdaságban (délvidéki vérengzések).

### 1945–1989: A Rákosi- és a Kádár-korszak

1956. október

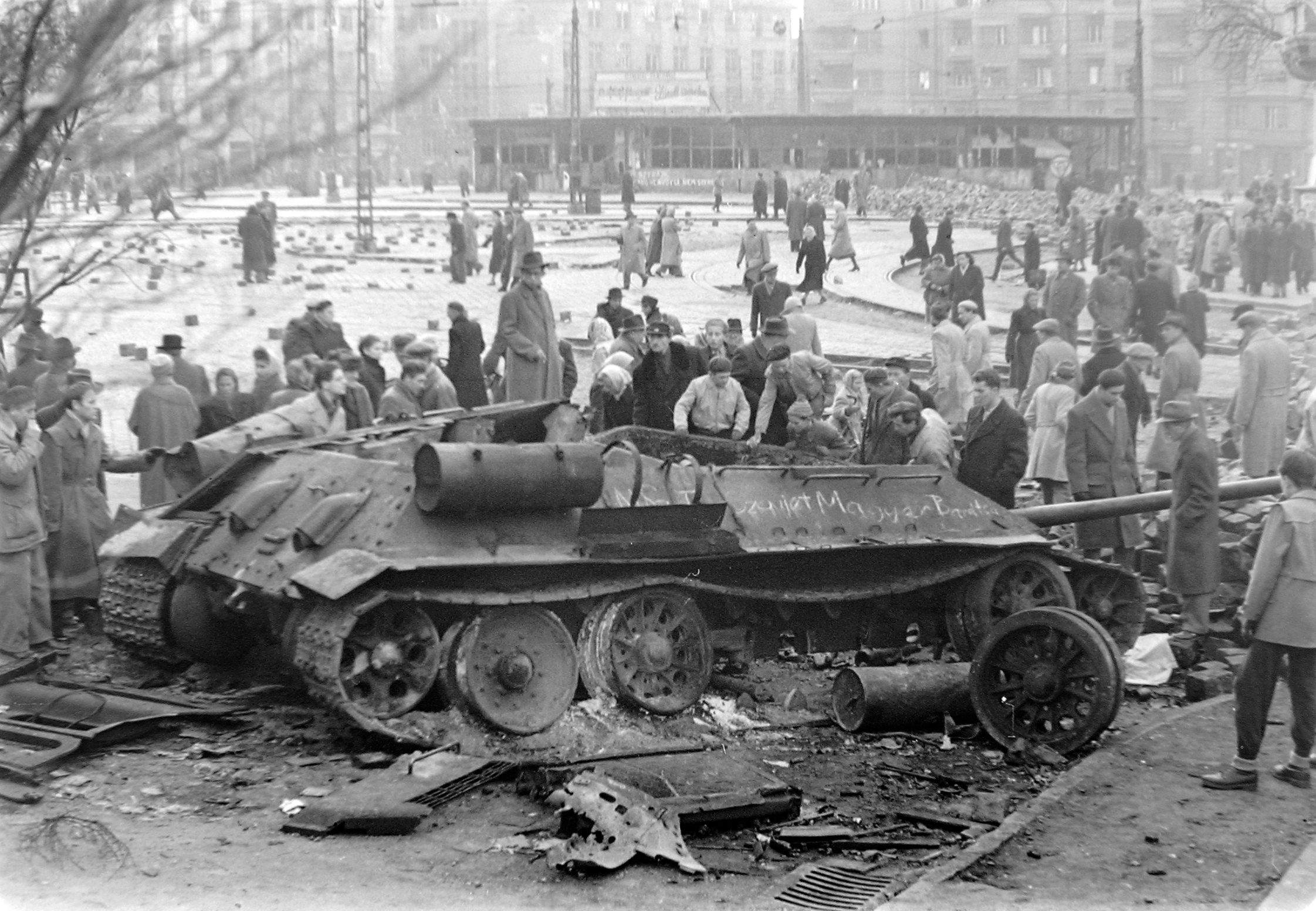
Egy, az '56-os forradalom alatt szétlőtt tank a Móricz Zsigmond körtéren, a forradalom szereplőit 1956-ban az amerikai Time magazin az év embereinek titulálta

Magyarország vesztesként fejezte be a második világháborút. Az 1947-es párizsi békeszerződés nyomán Magyarország a trianoni határoktól is kisebb területtel fejezte be a háborút, a csehszlovák delegáció elérte, hogy a pozsonyi hídfőt (62 km2) is elcsatolják az országtól. A fosztogatással és inflációval sújtott országot 300 millió dollárnyi kártérítés megfizetésére kötelezték.
Az ország lendületes újjáépítése és néhány éves többpárti parlamenti demokrácia után a Szovjetunió által támogatott kommunisták vették át választási csalással a hatalmat, és az országban egypártrendszert alakítottak ki 1947-től. Az 50-es évek első felében Rákosi Mátyásnak és társainak a sztálinizmus mintájára kiépített totális diktatúrája alatt a termelőeszközök zömét kényszerrel államosították, miközben politikai ellenségnek, illetve osztályidegennek nyilvánított emberek százezrei (köztük a hatalomból kiszorított kommunisták is) szenvedtek el különböző szintű retorziókat, közülük sokakat kitelepítettek, politikai vagy mondvacsinált köztörvényes vádak alapján bebörtönöztek, illetve esetenként ki is végeztek.
Az ország 1955. december 14-én belépett az ENSZ-be.
A Sztálin halálát követő enyhülés nem csillapította kellőképpen a politikai elégedetlenséget, és 1956 októberében forradalom tört ki, melynek a szovjet hadosztályok vetettek véget. A forradalom leverése utáni néhány hónapokban a lehetőséget megragadva mintegy kétszázezren nyugatra emigráltak.Az 1956-os forradalom a magyar nép egyedülállóan bátor kísérlete volt a rákényszerített sztálinista diktatúra és a szovjet megszállás lerázására. Nagy Imre lett a miniszterelnök, aki a forradalom sodrában szakított a Varsói Szerződéssel, kikiáltotta Magyarország semlegességét, és visszaállította a többpártrendszert. A forradalmat szovjet csapatok verték le, és új kormány alakult Kádár János vezetésével. Visszaállt a kommunista egypártrendszer. A forradalom leverése utáni néhány zűrzavaros nap alatt a lehetőséget megragadva csaknem kétszázezren nyugatra emigráltak. Nagy Imrét és a forradalom néhány vezetőjét, valamint több száz résztvevőjét a rezsim kivégezte, majd 1963-ban amnesztia következett.
A Szovjetunió által irányított politikai-gazdasági szövetség (KGST vagy „szocialista tömb”) többi országához képest a Kádár-rendszer a kommunista diktatúra egy viszonylag enyhe változatát alakította ki, amely a hidegháború évtizedei ellenére a nyugat-európai országokkal is bizonyos kapcsolatot tarthatott. Az 1968-ban bevezetett új gazdasági mechanizmus enyhítette a tervgazdaság merevségét és korlátozott teret engedett a nyereségérdekeltségnek. A gazdasági fejlesztések finanszírozására az ország jelentős külföldi adósságot halmozott fel. A 80-as évek végén Fekete János bankár irányításával a szocialista Magyar Népköztársaság belépett az IMF-be és a Világbankba.

### Az 1989-es rendszerváltozás után
Lásd még: a Magyarország politikai élete cikket
Az 1989-ben bekövetkező rendszerváltás legfontosabb politikai aktusa a Magyar Köztársaság kikiáltása volt Budapesten 1989. október 23-án, majd 1990-ben a köztársaság első demokratikus Országgyűlésének, kormányának, köztársasági elnökének, illetve a tanácsokat felváltó demokratikus önkormányzatoknak a megválasztása. A politikai átalakulás azonban a súlyos gazdasági helyzetet nem enyhítette. A 90-es évek elejének gazdaságpolitikáját a privatizáció (államtalanítás, szűkebb értelmezésben az állami vállalatok vagyonának magánbefektetők számára történő eladása) levezénylése jellemezte. A társadalmi intézmények átalakulása csak lassan történt meg. Magyarország a 90-es évektől kezdve a nyugati (euroatlanti) integrációra törekedett. 1999-ben tagja lett a NATO-nak. A csatlakozás után két héttel részt vett a Szerbia és Montenegró ellen indított háborúban. Az afganisztáni NATO-hadműveletekben szinte a kezdetektől részt vettek magyar katonák, először csak egy orvosi kontingens, majd 2003 óta egy lövészszázad is kiutazott. Az MH Tartományi Újjáépítési Csoport munkája főleg járőrözésből, kísérési és szociális feladatokból állt.

## 21. század
2004. május 1-jén Magyarország csatlakozott az Európai Unióhoz. 2007. december 21-étől az EU schengeni övezetének tagja, így megszűnt az állandó határellenőrzés a magyar–osztrák, a magyar–szlovén és a magyar–szlovák határon. Horvátország 2022. január 1-jén, majd Románia 2025. január 1-én a schengeni csatlakozásukat követően a magyar-horvát és a magyar-román határon is megszűnt az állandó határellenőrzés. Az ország hivatalos fizetőeszköze a forint maradt, mivel a maastrichti kritériumokat nem tudta teljesíteni, emiatt nem térhet át az euróra.

### Orbán-korszak
A 2010-es parlamenti választásokon az Orbán Viktor vezette Fidesz győzött. Orbán nekilátott lezárni a rendszerváltást, és átalakította az ország képét. Az ország hivatalos megnevezését a 2012. január 1-jén hatályba lépő új alaptörvény a korábbi Magyar Köztársaságról Magyarországra változtatta. Egykulcsos adórendszert vezetett be a jövedelemadóra, 16%-ot mindenkinek.
A második Orbán-kormány kétharmados többséggel 2011-ben elfogadta, majd 2012. január 1-jétől hatályba léptette az ország új alkotmányát. 
Az új alkotmány életbe lépése után – a kritikusai szerint – Orbán megszilárdította a hatalmát, és megkezdte Magyarország demokráciájának leépítését. Ő maga „illiberális demokráciaként” emlegette Magyarországot. A különböző nemzetközi kritikusok gyakran érvelnek azzal, hogy Orbán idővel tekintélyelvűbb irányba fordította az országot.
Euroszkeptikus, nacionalista politikusként  több kérdésben, mint a migránsügy, szembehelyezkedik az európai uniós fő politikai nézettel, továbbá elutasítja a liberális demokráciát. 2015-ben a kormány határzárat létesített a szerb-magyar határon, mellyel Magyarország és az Európai Unió külső határát is védi az illegális bevándorlással szemben.
A 2020-as brüsszeli jogállamisági jelentés egy sor problémát tárt fel az Orbán-kormánnyal szemben. Ezek között volt a sajtószabadság visszaszorítása, hogy a közszolgálati adókat és megyei napilapokat kormányszócsövekké változtatták. A független médiaorgánumok rendszeres akadályozással és megfélemlítéssel
szembesülnek. A kormány politikai befolyást gyakorol a médiára, és a magas szinten levő államhivatalnokok által elkövetett korrupciós ügyek többnyire nincsenek kivizsgálva. Megemlítették az ügyészség kormánytól való függőségét és hatalmi fékek és ellensúlyok problematikusságát.
 Az OLAF jelentése alapján 2020 táján Magyarország vezeti az uniós pénzekkel történő csalások listáját. A Transparency International 2022-ben közzétett jelentése Magyarországot az Európai Unió legkorruptabb tagállamaként jelölte meg. A világ országainak összesített listáján pedig a 77. helyre csúszott.
A nemzetközi politológusok és a politikával foglalkozó intézmények a 2010-es évek Európájában a demokrácia hanyatlásának markáns példájaként említik Orbán Magyarországát.

### A magyar történelem egyes témák szerint
- A magyarországi nemzetiségek története
- Magyar hadtörténet

Technikatörténet:
- Magyarország vasúttörténete

Művelődéstörténet, művészettörténet:
- Magyar irodalomtörténet
- Magyar filmtörténet
- Magyar fotótörténet

### A magyar történelem kiemelkedő személyei
A következő listák a magyar történelem államfőiről és kiemelkedő személyiségeiről szóló szócikkeket tartalmazzák.
- Magyarország uralkodóinak listája
- Erdélyi fejedelmek listája
- Magyarország államfőinek listája
- Magyarország kormányfőinek listája

## Nagyobb, összefoglaló jellegű magyar történelmi művek
Az alábbi lista időrendben tartalmazza a nagyobb magyar nyelvű összefoglaló történelmi műveket.
- Katona István 3-as sorozata: 
  - Historia critica regnum Hungariae stirpis Arpadianae, ex fide domesticorum et exterorum scriptorum concinnata I–VII., 1779–1782
  - Historia regum stirpis mixtae I–XII., 1788–1793
  - Historia regum sirpis Austriacae Budae I–XXIII., 1794–1817
- Horváth Mihály 3-as sorozata: 
  - A magyarok története I–IV. (1792-ig), Pest, 1842–1846. A második kiadás 1860–1863 között jelent meg 6 kötetben (1815-ig terjed), a 3. kiadás 1871–1873 között 8 kötetben (→elektronikus elérés: Google Books)
    - → reprint kiadás: Históriaantik Könyvesház, Budapest, 2012

  - Huszonöt év Magyarország történetéből (1823–1848) I–III., Genf, 1864 (→elektronikus elérés: Google Books)
    - → reprint kiadás: Históriaantik Könyvesház, Budapest, 2011

  - Magyarország függetlenségi harcának története 1848 és 1849-ben I–III., Genf, 1865 (→elektronikus elérés: Google Books, I. kötet; II. kötet; III. kötet)
    - → reprint kiadás: Históriaantik Könyvesház, Budapest, 2011
- Szalay László: Magyarország története I–VI., Lipcse–Pest, 1852–1854, 1857–1859 (→elektronikus elérés: REAL-EOD)
  - → reprint kiadás: Históriaantik Könyvesház, Budapest, 2012
- Kerékgyártó Árpád Alajos: Magyarország történetének kézikönyve I–VII., Pest, 1867–1874
- Bodon József – Szalay József: A magyar nemzet története I–IV., Budapest, 1879–1883 (Baróti Lajos átdolgozásában 1896–1897 újra megjelent, →ez utóbbinak elektronikus elérése: MEK)
  - → reprint kiadás: Históriaantik Könyvesház, Budapest, 2012
- Máriássy Béla: A magyar törvényhozás és Magyarország történelme I–XVIII., Budapest–Győr, 1884 és 1887–1893
  - → reprint kiadás: Históriaantik Könyvesház, Budapest, 2013
- Mangold Lajos: A magyarok oknyomozó történelme, Franklin-Társulat Magyar Irod. Intézet és Könyvnyomda, Budapest, 1887, 264 p (több kiadásban, gazdag forrásjegyzékkel)
- (szerk.) Szilágyi Sándor: A magyar nemzet története I.–X., Athenaeum Irodalmi és Nyomdai Részvénytársulat, Budapest, 1894–1898 (→elektronikus elérés: MEK)
  - → reprint kiadás: Kassák Könyv- és Lapkiadó Kft., Budapest, 1994–2000
- Varga Ottó: Magyarország története, Szerzői magánkiadás, Budapest, 1895, 864 p
  - → reprint kiadás: Babits Kiadó, Szekszárd, 2000, ISBN 963-9272-23-x
- Acsády Ignác: A magyar birodalom története I–II., Athenaeum Irodalmi és Nyomdai Részvénytársulat, Budapest, 1903–1904
- Marczali Henrik: Magyarország története I–II., Athenaeum Irodalmi és Nyomdai Részvénytársulat, Budapest, 1912 
  - → reprint kiadás (2 kötetes, és 1 kötetes, összevont változatban is): Laude Kiadó, Budapest, é. n. [1990-es évek], ISBN 963-7830-79-0, 724 p
- (szerk.) Hóman Bálint – Szekfű Gyula: Magyar történet I–VII., Királyi Magyar Egyetemi Nyomda, Budapest, 1928 (→elektronikus elérés: MEK)
  - → reprint kiadás az 1935-ös, 5 kötetes kiadás alapján: Maecenas Könyvkiadó, Budapest, 1990
- Asztalos Miklós – Pethő Sándor: A magyar nemzet története ősidőktől napjainkig, Dante Könyvkiadó, Budapest, 1934, 559 p
- (szerk.) Márkus László: A magyar nép története – rövid áttekintés, Művelt Nép Könyvkiadó, Budapest, 1953, 738 p
- (szerk.) Andics Erzsébet – Elekes Lajos – Pach Zsigmond Pál – Székely György: Magyarország története I–VIII. (valójában 1-1 kötet 2 részből áll, és a 2. kötet nem jelent meg), Akadémiai Kiadó, Budapest, 1976–1985
- (szerk.) Demeter Zsuzsanna – Nagy Mézes Rita – Romsics Ignác: Magyarország története I–XXIV., Kossuth Kiadó, Budapest, 2009–2010
- Bryan Cartledge: Megmaradni. A magyar történelem egy angol szemével. Officina, Budapest, 2010.   604 p.és  Rubicon-Ház, Budapest, 2016. 588 p. (eredetiben: Bryan Cartledge: The Will to Survive, 2006)
- Romsics Ignác: Magyarország története, Akadémiai Kiadó, Budapest, 2016, ISBN 9789630585439, 1036 p

## Nagyobb, összefoglaló jellegű idegennyelvű  történelmi művek
- Bryan Cartledge: The Will to Survive, Timewell Press, 2006, majd  2010: New York és 2011: Oxford University Press
- Kontler László: A History of Hungary (szerk. Stefan Halikowski Smith), Atlantisz Könyvkiadó, Budapest, 2009 (East-European Non-Fiction), ISBN 9789639777057

### Encyclopaedia Humana Hungarica
- Emese álma: A magyar őstörténet és az államszervezés kora (A kezdetektől 1038-ig)
- A Vazul-ág: Árpád-házi királyok Szent István után (1038–1301)
- Lovagkirályok: Az Anjou- és Zsigmond-kor Magyarországon (1301–1437)
- Pannon reneszánsz: A Hunyadiak és a Jagelló-kor (1437–1526)
- Kereszt és félhold: A török kor Magyarországon (1526–1699)
- Kétfejű sas: A Habsburg-uralom Magyarországon (1699–1790)
- Haza és haladás: A reformkortól a kiegyezésig (1790–1867)
- Kettős kötődés: Az Osztrák–Magyar Monarchia (1867–1918)
- A Dunánál: Magyarok a 20. században (1918–2000)

### Filmek
- Nép és nyelv - A magyarság kialakulása, Mindentudás Egyeteme előadás
- Kényszerpályás rendszerváltások Magyarországon, 1945–1949, Mindentudás Egyeteme előadás
- 1956 - a szabadságharc katonapolitikája, Mindentudás Egyeteme előadás
- Történelmi filmek a II. világháború idejéből (ingyenesen letölthető) Archiválva 2020. október 9-i dátummal a Wayback Machine-ben
- A magyarság történelmét bemutató filmek listája